# 1967

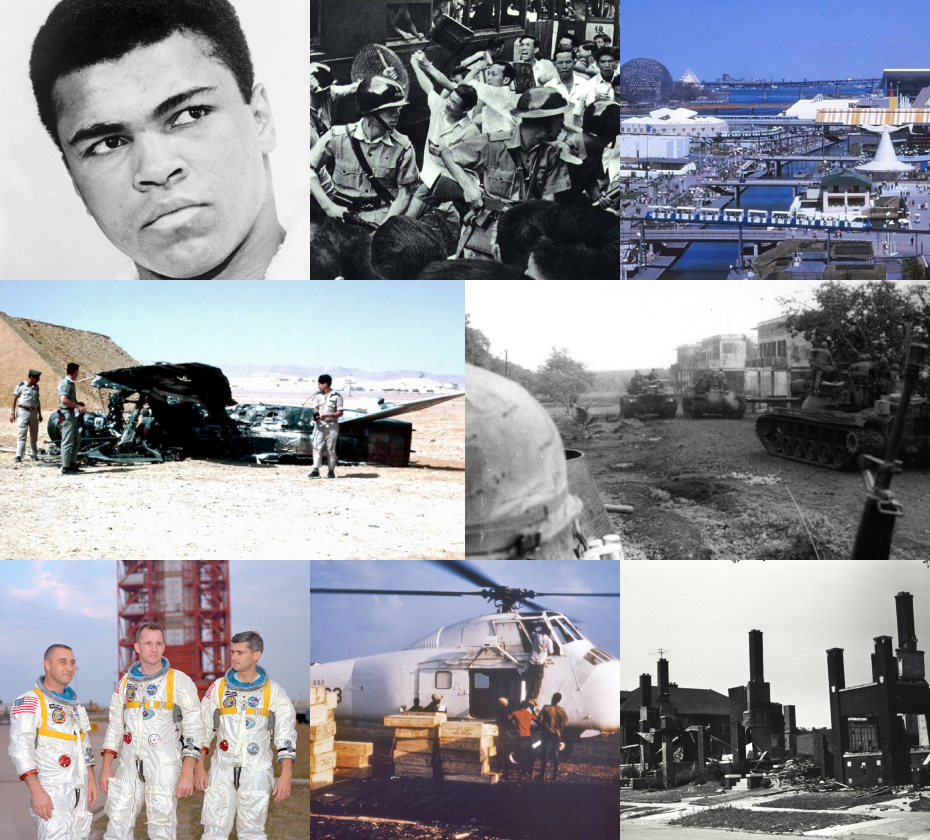
En el sentido de las agujas del reloj, desde arriba a la izquierda: Muhammad Ali fue despojado de su título de boxeo y se le prohibió participar en el boxeo profesional durante tres años después de que rechazó el servicio militar, lo que afectó gravemente su carrera en el boxeo; protestas antigubernamentales en Hong Kong contra el gobierno colonial; Canadá celebra su centenario durante la celebración de la Expo 67; Tanques estadounidenses que ingresan a una aldea en Camboya durante la Guerra civil camboyana; casas destruidas después de un motín en Detroit en medio de una serie de más de 150 disturbios raciales en los Estados Unidos; trabajadores humanitarios en Nigeria descargando suministros para combatir la hambruna en Biafra causada por la Guerra Civil de Nigeria; Gus Grissom, Ed White y Roger B. Chaffee, planeados para ser la tripulación de la primera misión tripulada del programa Apolo, mueren cuando se inicia un incendio dentro del módulo de comando, atrapándolos a los tres adentro y matándolos; Las tropas israelíes examinan un avión egipcio destruido durante la Guerra de los Seis Días en Israel.

1967 (MCMLXVII) fue un año común comenzado en domingo según el calendario gregoriano. Fue declarado Año Internacional del Turista por la Organización de las Naciones Unidas.

## Acontecimientos

### Enero
- 3 de enero: El presidente Julius Nyerere de Tanzania, le envía una nota diplomática formal, al presidente Hastings Kamuzu Banda de la República de Malaui, cuestionando su reclamación del Lago Malaui. Está nota también fue enviada para discutir temas territoriales después de la descolonización de África.
- 6 de enero: en Venezuela, el presidente Raúl Leoni inaugura el puente Angostura, el mayor de Sudamérica, sobre el río Orinoco.
- 8 de enero: en la guerra de Vietnam se inicia la operación Cedar Falls con el objetivo de asestar un duro golpe al Viet Cong y de desmoralizar a la población simpatizante. Produjo 72 bajas estadounidenses, 750 vietnamitas y 5000 hectáreas de jungla arrasadas.
- 9 de enero: en Monterrey, sufre las peores nevadas
- 11 de enero: en la Ciudad de México nieva.
- 12 de enero: en el volcán de Agua (Guatemala) se produce una fuerte nevada.
- 14 de enero: en Nueva York, el periódico The New York Times informa que el ejército de Estados Unidos está llevando a cabo experimentos secretos de guerra biológica.
- 15 de enero: en Kenia, Louis Leakey anuncia el descubrimiento de fósiles prehumanos, que él bautiza Kenyapitecus africanus.
- 17 de enero: en Uruguay comienza la 29.ª edición de la Copa América.
- 18 de enero: en el estado Táchira (Venezuela) se inaugura la plaza de toros de San Cristóbal, durante la III Feria Internacional de San Sebastián (FISS).
- 22 de enero: en Managua (Nicaragua) se perpetra la Masacre de la avenida Roosevelt: soldados de la Guardia Nacional ametrallan una manifestación de la Unión Nacional Opositora (UNO) contra el presidente Lorenzo Guerrero Gutiérrez.
- 26 de enero: en Vietnam se da por concluida la operación Cedar Falls con los anteriormente citados resultados
- 27 de enero: en Cabo Cañaveral (Estados Unidos) el Apolo 1 se incendia durante una prueba. Fallecen los astronautas Gus Grissom, Edward Higgins White y Roger Chaffee.
- 27 de enero: Estados Unidos, la Unión Soviética y el Reino Unido firman el Tratado del Espacio Exterior.
- 27 de enero: en los Estados Unidos, el grupo de rock The Doors debuta con el disco homónimo.
- 31 de enero: Alemania Occidental y Rumanía establecen relaciones diplomáticas.

### Febrero
- 1 de febrero: en España se estrena la película El padre Manolo, dirigida por Ramón Torrado.
- 2 de febrero: en Nicaragua, el general Anastasio Somoza Debayle asume el poder en elecciones fraudulentas (asumirá el poder el 5 y se convertirá en un sanguinario dictador.
- 2 de febrero: en Bolivia se promulga una nueva Constitución.
- 2 de febrero: en los Estados Unidos se funda la American Basketball Association (ABA).
- 2 de febrero: en Montevideo (Uruguay) Finaliza la Copa América y Uruguay Consigue su 11.º título de Copa América.
- 3 de febrero: en Australia Ronald Ryan es la última persona ahorcada (por asesinar a un guardia mientras escapaba de la prisión en diciembre de 1965).
- 4 de febrero: en Pekín, la Unión Soviética presenta una protesta oficial por las manifestaciones ante su embajada.
- 5 de febrero: en su carpa cultural en La Reina (cerca de Santiago de Chile) se suicida la cantautora Violeta Parra, de 49 años.
- 5 de febrero: Con el Kilimanjaro de fondo, se firma la Declaración de Arusha.
- 5 de febrero: en Nicaragua, el general Anastasio Somoza Debayle se convierte en presidente.
- 5 de febrero: en los Estados Unidos, la NASA lanza el Lunar Orbiter 3.
- 5 de febrero: Italia lanza su primer misil crucero, el Vittorio Véneto (C550).
- 6 de febrero: el primer ministro soviético, Alexei Kosygin, llega al Reino Unido en visita oficial de ocho días.
- 6 de febrero: en España se han presentado hasta el momento 599 reclamaciones por el accidente de Palomares.
- 7 de febrero: en los Estados Unidos, el inmunólogo estadounidense Thomas Marchioro informa de que el suero antilinfocitos obtenido de caballos mitiga la reacción de rechazo de los trasplantes de riñón.
- 7 de febrero: en Australia, un incendio asola una gran parte de la isla de Tasmania y causa 62 muertos.
- 7 de febrero: el excanciller alemán Konrad Adenauer visita Madrid.
- 7 de febrero: en Pekín, el gobierno chino anuncia que no puede garantizar más la seguridad de los diplomáticos soviéticos fuera de la embajada de la Unión Soviética.
- 7 de febrero: en Victoria (Australia) abre el colegio católico Mazenod College.
- 9 de febrero: en Colombia, un terremoto de 7,0 deja 98 fallecidos.
- 10 de febrero: en Europa, la Comunidad Europea inicia el desarrollo normativo sobre el IVA.
- 10 de febrero: Realiza su primer vuelo el primer avión de transporte de despegue vertical del mundo, el Dornier Do 31-E 1.
- 10 de febrero: en los Estados Unidos se ratifica la Enmienda 25.º de la Constitución.
- 14 de febrero: en los Estados Unidos la cantante pop negra Aretha Franklin lanza Respect.
- 13 de febrero: en la Biblioteca Nacional de Madrid se descubre un volumen de casi 700 páginas con anotaciones manuscritas y dibujos a mano de Leonardo da Vinci, robado de Florencia en el siglo XVI por militares españoles.
- 14 de febrero: el presidente de México Gustavo Díaz Ordaz firma junto con sus homólogos de Bolivia, Brasil, Chile y Ecuador, el Tratado de Tlatelolco, que se manifiesta contra la fabricación de armas y pruebas nucleares.
- 15 de febrero: en Uruguay entra en vigor la Constitución, que da fin al sistema de gobierno colegiado e inicia con el sistema del Ejecutivo Unipersonal.
- 15 de febrero: en España se aprueba el plan para el trasvase de las aguas del río Tajo al Segura.
- 15 de febrero: la Unión Soviética anuncia que ha enviado tropas a la frontera con China.
- 16 de febrero: en España se decreta la pena de arresto mayor y multa a quienes infrinjan las limitaciones a la libertad de expresión.
- 16 de febrero: el helicóptero Bölkow BO 105 V 2 lleva a cabo su primer vuelo.
- 18 de febrero: China envía tres divisiones del Ejército Popular de Liberación (China) a Tíbet.
- 18 de febrero: en Nueva Orleáns el fiscal de distrito Jim Garrison declara que el asesinato de John F. Kennedy fue planeado en Nueva Orleans, y que en poco tiempo él podrá resolverlo.
- 21 de febrero: en Madrid, los sumarios por los hechos de la Ciudad Universitaria pasan a jurisdicción militar.
- 22 de febrero: en Indonesia, el general Suharto depone al presidente Achmed Sukarno.
- 22 de febrero: en Jamaica, Donald Sangster sucede a Alexander Bustamante como primer ministro.
- 22 de febrero: en Navarra se autoriza la enseñanza del euskera en las escuelas.
- 23 de febrero: Trinidad y Tobago es la primera de las naciones de la Commonwealth británica que se une a la Organización de Estados Americanos.
- 24 de febrero: Moscú prohíbe a sus estados satélites a establecer relaciones diplomáticas con Alemania Occidental.
- 25 de febrero: en Pekín el gobierno chino anuncia que ha ordenado al ejército a ayudar en la siembra de la primavera.
- 25 de febrero: en Inglaterra se inaugura el HMS Renown (S26), el segundo submarino británico con misiles nucleares Polaris.
- 26 de febrero: en el Centro de pruebas de Semipalatinsk (Kazajistán), el gobierno soviético detona una bomba nuclear.
- 27 de febrero: en Roma, el gobierno neerlandés apoya la membresía del Reino Unido en la CEE.
- 27 de febrero: Dominica se independiza del Reino Unido.

### Marzo
- 1 de marzo: Ecuavisa inició sus transmisiones siendo el segundo canal ecuatoriano en iniciar las transmisiones.
- 1 de marzo: en Brasil, la policía arresta a Franc Paul Stangli, excomandante de los campos de concentración de Treblinka y Sobibor.
- 1 de marzo: en España, el Tribunal Supremo declara ilegal el sindicato Comisiones Obreras.
- 1 de marzo: en la prefectura de Saitama (Japón) se funda la ciudad de Hatogaya.
- 1 de marzo: en China, vuelven a la escuela los Guardias Rojos.
- 1 de marzo: en Londres (Reino Unido) se abre la sala Queen Elizabeth Hall.
- 4 de marzo: en East Riding of Yorkshire se inaugura el primer gasoducto del Mar del Norte.
- 4 de marzo: en el estadio Wembley (Inglaterra), los Queens Park Rangers son el primer equipo de tercera división que gana la Copa de la Liga de Fútbol (derrotaron 3 a 2 al equipo West Bromwich Albion).
- 4 de marzo: en Irán fallece el Dr. Mohammed Mossadegh, el depuesto primer ministro (elegido democráticamente) durante su arresto domiciliario.
- 7 de marzo: en los Estados Unidos, el sindicalista Jimmy Hoffa empieza su sentencia de ocho años por intentar sobornar a un jurado.
- 9 de marzo: en Nueva Delhi (India), Svetlana Alliluyeva (la hija de Stalin) deserta a Estados Unidos
- 12 de marzo: en Indonesia, la Asamblea Nacional quita todos los poderes presidenciales a Sukarno y nombra al general Suharto como presidente actuante.
- 13 de marzo: en Congo, el ex primer ministro Moise Tshombe es sentenciado a muerte en ausencia.
- 14 de marzo: en los Estados Unidos, el cadáver del presidente John F. Kennedy es puesto en una tumba permanente en el cementerio nacional de Arlington, cerca de Washington D. C..
- 14 de marzo: en Alemania, nueve ejecutivos de la empresa farmacéutica Grunenthal son arrestados por haber quebrantado las leyes alemanas sobre medicamentos (a causa de la talidomida).
- 16 de marzo: en Grecia 15 oficiales son sentenciados a 2 a 18 años de prisión, acusados de traición e intento de golpe de Estado, por el caso Aspida.
- 17 de marzo: en Veracruz se inaugura el Estadio Luis "Pirata" Fuente.
- 18 de marzo: en el arrecife Siete Piedras (restos de la legendaria Ciudad de los Leones, en la hundida Lyonesse), a 28 km al oeste de la costa de Cornualles (en la punta sudoeste de Inglaterra) y a 13 km al este de las islas Sorlingas (Scilly) naufraga el súpertanque Torrey Canyon, lleno de petróleo.
- 19 de marzo: Somalilandia Francesa (Yibuti) un referéndum favorece la conexión con Francia.
- 21 de marzo: en Sierra Leona sucede un golpe de Estado.
- 26 de marzo: en el Central Park de Nueva York se reúnen 10 000 personas para el Be-In.
- 28 de marzo: el papa Pablo VI publica la encíclica Populorum Progressio.
- 29 de marzo: en los Estados Unidos comienza una huelga (que durará 13 días) de los trabajadores de la televisión.
- 29 de marzo: en Francia se inaugura el primer submarino nuclear francés, Le Redoutable.
- 29 de marzo: se inaugura el sistema de cable SEACOM.
- 29 al 30 de marzo: en Inglaterra, aviones de la Real Fuerza Aérea británica bombardean con napalm el supertanque Torrey Canyon, para quemar todo su petróleo y evitar el desastre ecológico.
- 31 de marzo: en los Estados Unidos, el presidente Lyndon Johnson firma el Tratado Consular.

### Abril
- 1 de abril: Bolivia solicita ayuda militar a Argentina en la lucha contra la guerrilla.
- 2 de abril: una delegacón de la Organización de las Naciones Unidas llega a Aden (que se está por independizar del Reino Unido). Se van el 7 de abril, acusando a las autoridades británicas de falta de cooperación. Los ingleses dicen que la delegación no los contactó.
- 4 de abril: en un servicio religioso en Nueva York, Martin Luther King, Jr. denuncia el genocidio perpetrado por el ejército estadounidense en Vietnam.
- 6 de abril: en París, Georges Pompidou comienza a formar el próximo gobierno.
- 7 de abril: poco antes de la guerra de los Seis Días, aviones israelíes derriban seis Mikoyan-Gurevich MiG-21 sirios.
- 8 de abril: en el festival de Eurovisión gana el Reino Unido con la canción Puppet on a string de Sandie Shaw (música y letra de Bill Martin y Phil Coulter).
- 9 de abril: vuelo inaugural del primer Boeing 737.
- 13 de abril: en Londres, los conservadores ganan las elecciones del Concilio del Gran Londres.
- 14 de abril: el grupo The Bee Gees lanzan su primer sencillo internacional, New York Mining Disaster 1941 en la discográfica ATCO Records. La canción alcanza el puesto número 14 en la lista Billboard Hot 100.
- 14 de abril: en San Francisco (California), 10 000 personas marchan contra la guerra de Vietnam.
- 15 de abril: grandes manifestaciones populares contra la guerra en Nueva York y San Francisco.
- 19 de abril: en Suazilandia se realizan elecciones generales.
- 20 de abril: la sonda Surveyor 3 aterriza en la Luna.
- 20 de abril: en Nicosia (Chipre) se estrella un avión suizo Bristol Britannia. Mueren 126 personas.
- 21 de abril: en Grecia, Georgios Papadópoulos da un golpe de Estado y comienza una dictadura militar hasta 1974. El ex primer ministro Andreas Papandreou es prisionero político hasta el 25 de diciembre.
- 21 de abril: en Chicago, el huracán Belvidere destruye los suburbios de Belvidere y Oak Lawn (Illinois), dejando 33 muertos y 500 heridos.
- 23 de abril: En Kazajistán (Unión Soviética) varios problemas técnicos abortan el primer vuelo tripulado del proyecto lunar Soyuz, falla el paracaídas y se estrella la Soyuz 1. Muere el cosmonauta soviético Vladimir Komarov cuando se enredan las líneas del paracaídas de su nave espacial.
- 23 de abril: en Managua, un grupo de jóvenes son expulsados del PSN. Estos fundan el Partido de los Obreros Socialistas (POS).
- 24 de abril: en la Unión Soviética, fallece el cosmonauta soviético Vladímir Komarov durante la reentrada de la Soyuz 1 al fallar el paracaídas.
- 27 de abril: en Montreal y Quebec se celebra la Feria Mundial 1967 que coincide con el centenario de la Confederación Canadiense.
- 28 de abril: en Houston (Texas), el boxeador Cassius Clay (Muhammad Alí) se rehúsa a ir al servicio militar.
- 28 de abril: se abre al público el Expo 67. 310 000 personas asisten.
- 29 de abril: en La Habana, Fidel Castro anuncia que la propiedad intelectual pertenece al pueblo, y que Cuba traducirá y publicará literatura técnica sin pagar derechos.
- 30 de abril: en Moscú se inaugura una torre de televisión de 537 m.

### Mayo
- 1 de mayo: en el hotel Aladdin, Las Vegas se casan Elvis Presley y Priscilla Beaulieu, después de varios años de relación.
- 2 de mayo: los Toronto Maple Leafs ganan la copa Stanley.
- 2 de mayo: en Cheyney (Pensilvania) 400 estudiantes toman el edificio de administración de la Universidad de Pensilvania.
- 2 de mayo: en Hong Kong, la policía mata a 51 huelguistas y hiere a otros 800.
- 3 de mayo: en Londres se realiza un gran robo de oro.
- 4 de mayo: se lanza el Lunar Orbiter 4.
- 6 de mayo: en India el Dr. Zakir Hussain es el primer musulmán que se convierte en presidente.
- 8 de mayo: la provincia filipina de Dávao se divide en tres.
- 9 de mayo: en la comuna de Huasco (Chile), se cae un puente. Mueren 9 personas.
- 10 de mayo: en Grecia, la dictadura militar acusa a Andreas Papandreou de traición.
- 10 de mayo: el Reino Unido e Irlanda solicitan oficialmente ser miembros de la CEE.
- 10 de mayo: en el circuito callejero de Montecarlo, (Mónaco) fallece en accidente el piloto libio-italiano Lorenzo Bandini.
- 12 de mayo: Linda Ronstadt (con la banda The Stone Poneys) lanza su primer sencillo Different drum.
- 12 de mayo: en el Reino Unido, The Jimi Hendrix Experience lanza el álbum Are you experienced.
- 17 de mayo: Siria se moviliza contra Israel.
- 17 de mayo: el presidente Gamal Abdal Nasser de Egipto pide que se retiren las fuerzas de paz de la ONU en la península Sinaí. El secretario general de la ONU U Thant cumple al día siguiente.
- 18 de mayo: en Tennessee, el gobernador Buford Ellington rechaza la ley Mono.
- 18 de mayo: en México, el maestro de escuela Lucio Cabañas comienza una guerrilla en Atoyac de Álvarez, al oeste de Acapulco (estado de Guerrero).
- 19 de mayo: la Unión Soviética ratifica un tratado con Estados Unidos y el Reino Unido, prohibiendo los ataques nucleares desde el espacio exterior.
- 19 de mayo: en la Unión Soviética, Yuri Andrópov es nombrado jefe de la KGB.
- 22 de mayo: en el centro de Bruselas (Bélgica) se incendia la tienda Innovation. Es el incendio más devastador de su historia de este país: 150 heridos y 323 muertos y desaparecidos.
- 23 de mayo: en Egipto cierra los estrechos de Tirán a los barcos israelíes, bloqueando el puerto de Eilat (en el sur de Israel).
- 25 de mayo: en Lisboa (Portugal), Celtic F. C. de Escocia vence 2–1 a Inter de Italia en el Estadio Nacional, y se consagra campeón de la Copa de Campeones de Europa 1966-67.
- 25 de mayo: en la población de Naksalbari, en el estado de Bengala Occidental, el Gobierno indio ordena a la policía ametrallar a campesinos manifestantes, asesinando a 3 hombres, 6 mujeres y 2 niños. Esto originará la insurgencia naksalita, de extracción maoísta.
- 25 de mayo: Estados Unidos agrega a su Constitución una enmienda n.º 25.
- 27 de mayo: en Australia, un referéndum recibe un apoyo del 90 %, que permite que el gobierno cree leyes especiales para los aborígenes australianos.
- 28 de mayo: en Londres (Reino Unido), la banda británica de folk-rock Fairport Convention realiza su primera presentación.
- 30 de mayo: Biafra, en Nigeria oriental, anuncia su independencia.

### Junio
- 1 de junio: en Londres el grupo de rock The Beatles lanza al mercado el famoso disco Sgt. Pepper's Lonely Hearts Club Band, álbum más emblemático de la etapa musical psicodélica.
- 2 de junio: la visita del shah de Irán a Berlín Occidental provoca protestas y enfrentamientos con la policía en los que muere Benno Ohnesorg, lo que motiva la fundación de la organización de guerrilla urbana Movimiento 2 de Junio.
- 5 al 10 de junio: en Oriente Próximo, Israel se enfrenta a Egipto, Siria y Jordania en la guerra de los Seis Días.
- 10 de junio: la canción «Sgt. Pepper’s Lonely Hearts Club Band», de la banda británica The Beatles alcanza el número 1 de la lista UK Albums Chart.
- 14 y 15 de junio: en Nueva York, el pianista Glenn Gould graba la Séptima Sonata n.º 7 para piano (op. 83) de Serguéi Prokófiev. A pesar de que es la única vez que interpretará una obra de este autor, la suya se convierte en una versión referencial de la obra.
- 16 al 18 de junio: En Monterrey (California) se lleva a cabo el Monterey Pop Festival. Evento históricamente considerado como el precursor del Festival de Woodstock de 1969.
- 17 de junio: China hace estallar su primera bomba de hidrógeno.

### Julio
- 3 de julio: en Argentina, la banda de rock Los Gatos lanzan La balsa, una canción de rock en español que obtuvo en éxito generalizado entre la juventud, y que se considera el punto inicial del rock argentino.
- 17 de julio: la primera transmisión global de televisión vía satélite recibida en 26 países y vista por más de 400 millones de personas en todo el planeta.
- 18 de julio: en el valle de Sartenejas, de Caracas (Venezuela) se funda la Universidad de Caracas, renombrada al poco tiempo como Universidad Simón Bolívar.
- 22 de julio: en Turquía se registra un terremoto de 7,4.
- 23 de julio: en Puerto Rico se realiza el primer plebiscito sobre su estatus.
- 29 de julio: en Caracas, Venezuela, se registra un terremoto de 6,6 que deja un saldo de 300 muertos y más de 1.500 heridos.
- 29 de julio al 10 de agosto: en Cuba, se lleva a cabo el Encuentro de la Canción Protesta, donde participan cincuenta músicos de dieciocho países.

### Agosto
- 1 de agosto: en los Estados Unidos, las manifestaciones raciales se difunden hasta Washington D. C.
- 5 de agosto: el grupo británico Pink Floyd lanza su álbum debut The Piper at the Gates of Dawn.
- 6 de agosto: los astrónomos Jocelyn Bell y Antony Hewish descubren el primer púlsar. En 1968 escribirán: «El 6 de agosto del año pasado apareció un tipo completamente nuevo de estrella».
- 8 de agosto: Se funda la Asociación de Naciones del Sureste Asiático.
- 8 de agosto: en Asunción (Paraguay) se funda el diario ABC Color, que será perseguido e incluso clausurado durante la dictadura del general Stroessner.
- 20 de agosto: en México, pistoleros profesionales contratados por líderes de Unión Regional de Productores de Copra del Estado de Guerrero y por Raymundo Abarca Alarcón emboscan a alrededor de 800 campesinos copreros en Acapulco cuando ingresaban al edificio de La Coprera para celebrar un congreso. El saldo oficial deja 32 muertos y alrededor de 100 heridos.[1]
- 27 de agosto: en el cerro Pancasán (Nicaragua), la Guardia Nacional del dictador Anastasio Somoza asesina a varios guerrilleros del FSLN (Frente Sandinista de Liberación Nacional).
- 29 de agosto: en Santiago (Chile), Racing Club de Argentina vence 2–1 a Nacional de Uruguay en el Estadio Nacional, y se consagra campeón de la Copa Libertadores 1967.
- 31 de agosto: en el área de pruebas atómicas de Nevada (a unos 100 km al noroeste de la ciudad de Las Vegas), a las 80:30 (hora local), Estados Unidos detona a 436 m bajo tierra su bomba atómica Door Mist, de 20 kilotones. Es la bomba n.º 518 de las 1132 que Estados Unidos detonó entre 1945 y 1992.
- 31 de agosto: Argentina y Chile resuelven suspender toda actividad pesquera al este del meridiano 68-36, en el canal de Beagle.
- 31 de agosto: Dieciocho obispos del tercer mundo publican una carta pastoral buscando hacer efectiva la encíclica Populorum Progressio del papa Pablo VI.

### Septiembre
- 2 de septiembre: en Pamplona (España) se inaugura el estadio El Sadar.
- 4 de septiembre: en Génova (Italia) se inaugura el Puente Morandi
- 7 de septiembre: en el área de pruebas atómicas de Nevada (a unos 100 km al noroeste de la ciudad de Las Vegas), a las 5:45 (hora local), Estados Unidos detona a 521 m bajo tierra su bomba atómica n.º 519, Yard, de 22 kilotones.
- 9 de septiembre: se estrena en el Teatro Ópera, con una presentación musical a cargo de la Compañía de Folclore Ariel Ramírez, con las participaciones de Jaime Torres, Las Voces Blancas y el dúo Navarro-Rojas, la película institucional de Fiat Concord, Crónica para un futuro, de Carlos Alberto Aguilar.
- 15 de septiembre: en el área de pruebas atómicas de Nevada, a las 9:30 (hora local), Estados Unidos detona a 241 m bajo tierra su bomba atómica n.º 520, Gilroy, de 19 kilotones.
- 21 de septiembre: A 174 metros bajo tierra, en el área U10ds1 del Sitio de pruebas atómicas de Nevada (a unos 100 km al noroeste de la ciudad de Las Vegas), a las 12:45 (hora local) Estados Unidos detona su bomba atómica Marvel, de 2,2 kilotones. Es la bomba n.º 521 de las 1132 que Estados Unidos detonó entre 1945 y 1992.
- 21 de septiembre: en los Estados Unidos realiza su primer vuelo el helicóptero militar AH-56 Cheyenne.
- 23 de septiembre: Se firmó en Moscú un acuerdo sobre la prestación de asistencia militar y económica gratuita a Vietnam del Norte por parte de la Unión Soviética.
- 27 de septiembre: en el área de pruebas atómicas de Nevada (a unos 100 km al noroeste de la ciudad de Las Vegas), a las 9:00 (hora local), Estados Unidos detona a 667 m bajo tierra su bomba atómica Zaza, de 160 kilotones. Es la bomba n.º 522 de las 1129 que Estados Unidos detonó entre 1945 y 1992.

### Octubre
- 1 de octubre: Comienzan las detenciones en Cuba por el Caso de la microfracción.
- 9 de octubre: en La Higuera (Bolivia) agentes de la CIA y oficiales del ejército boliviano asesinan al guerrillero argentino-cubano Ernesto Che Guevara.
- 12 de octubre: la ciudad de Tuluá, en la República de Colombia, inaugura su estadio y con él, los primeros juegos atléticos en el Estado del Valle del Cauca
- 15 de octubre: en la ciudad soviética de Stalingrado (actual Volgogrado) se inaugura la estatua ¡La Madre Patria llama!, de Yevgueni Vuchétich. Con 87 metros, fue la estatua más grande del mundo hasta la inauguración en 1989 de la estatua de Ashibetsu (Japón), de 88 m.

### Noviembre

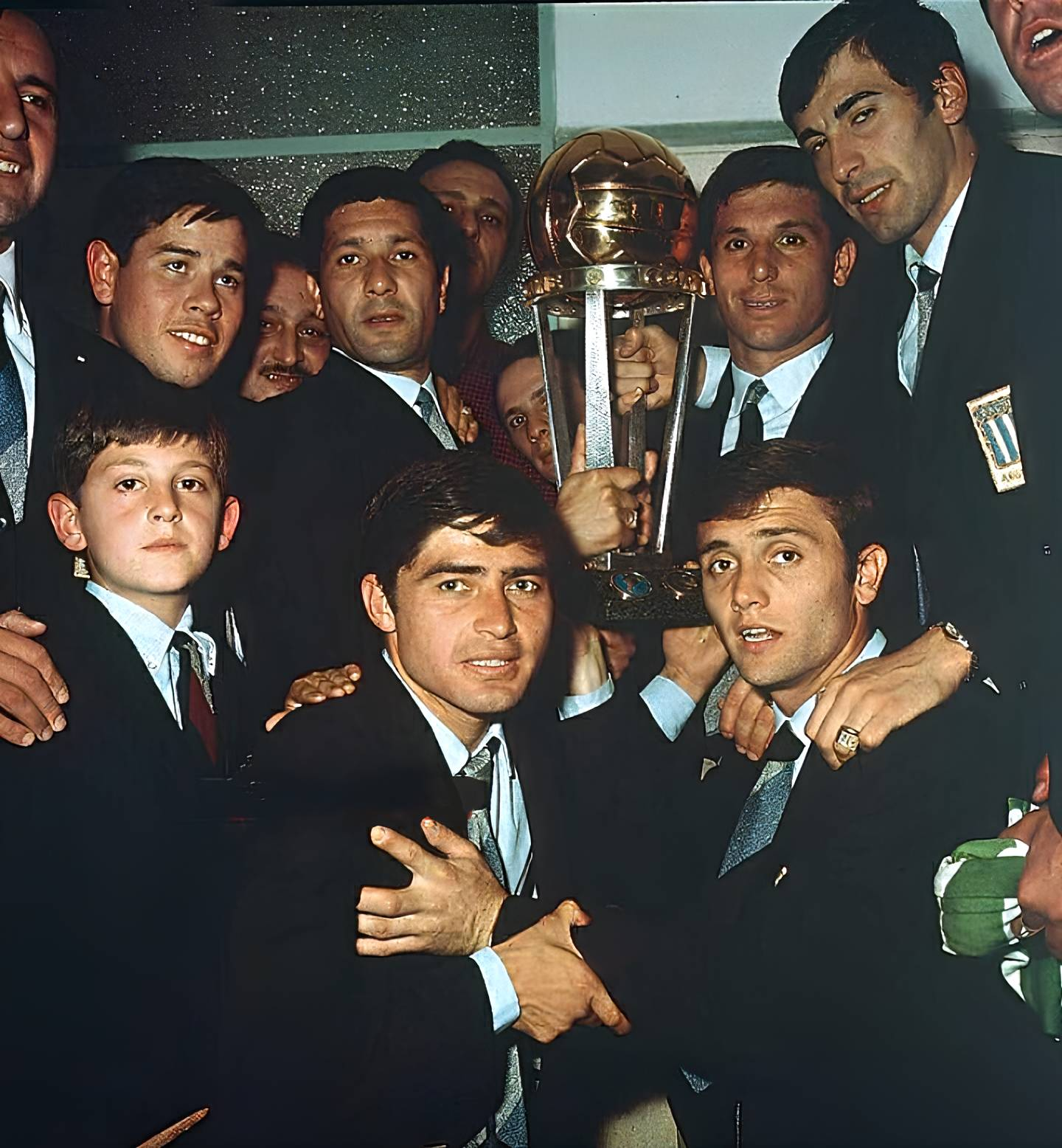
El Racing Club se transforma en el campeón mundial de Argentina

- 4 de noviembre: en Montevideo (Uruguay), Racing Club de Argentina vence 1–0 a Celtic F. C. de Escocia en el estadio Centenario, y se consagra campeón de la Copa Intercontinental 1967. Se transforma en el primer equipo argentino en lograr un título mundial.
- 14 de noviembre: el Congreso de Colombia, en conmemoración de los 150 años de la muerte de Policarpa Salavarrieta, declara este día como el Día de la Mujer Colombiana.
- 14 de noviembre: en Estados Unidos, activistas de los derechos civiles tienen éxito en su campaña de extender la definición de homicidio para que incluya también el asesinato de un negro.
- 14 de noviembre: la República Popular de Yemen del Sur proclama su independencia del Reino Unido.
- 25 de noviembre: en Chiquinquirá, Boyacá, Colombia se presenta un envenenamiento masivo que ocasionó la muerte a más de 85 personas, la mayoría de ellos niños luego de consumir pan contaminado con insecticida.
- 26 de noviembre: en México, Telesistema Mexicano (actual Televisa) se estrena el programa infantil y de concurso patrocinado por la Editorial Novaro En familia con EN (más tarde En familia con Chabelo), cuyo programa de televisión se convertiría en uno de los programas más emblemáticos de la televisión mexicana. Su última emisión se realizó en diciembre de 2015, tras 48 años de emisiones ininterrumpidas.

### Diciembre

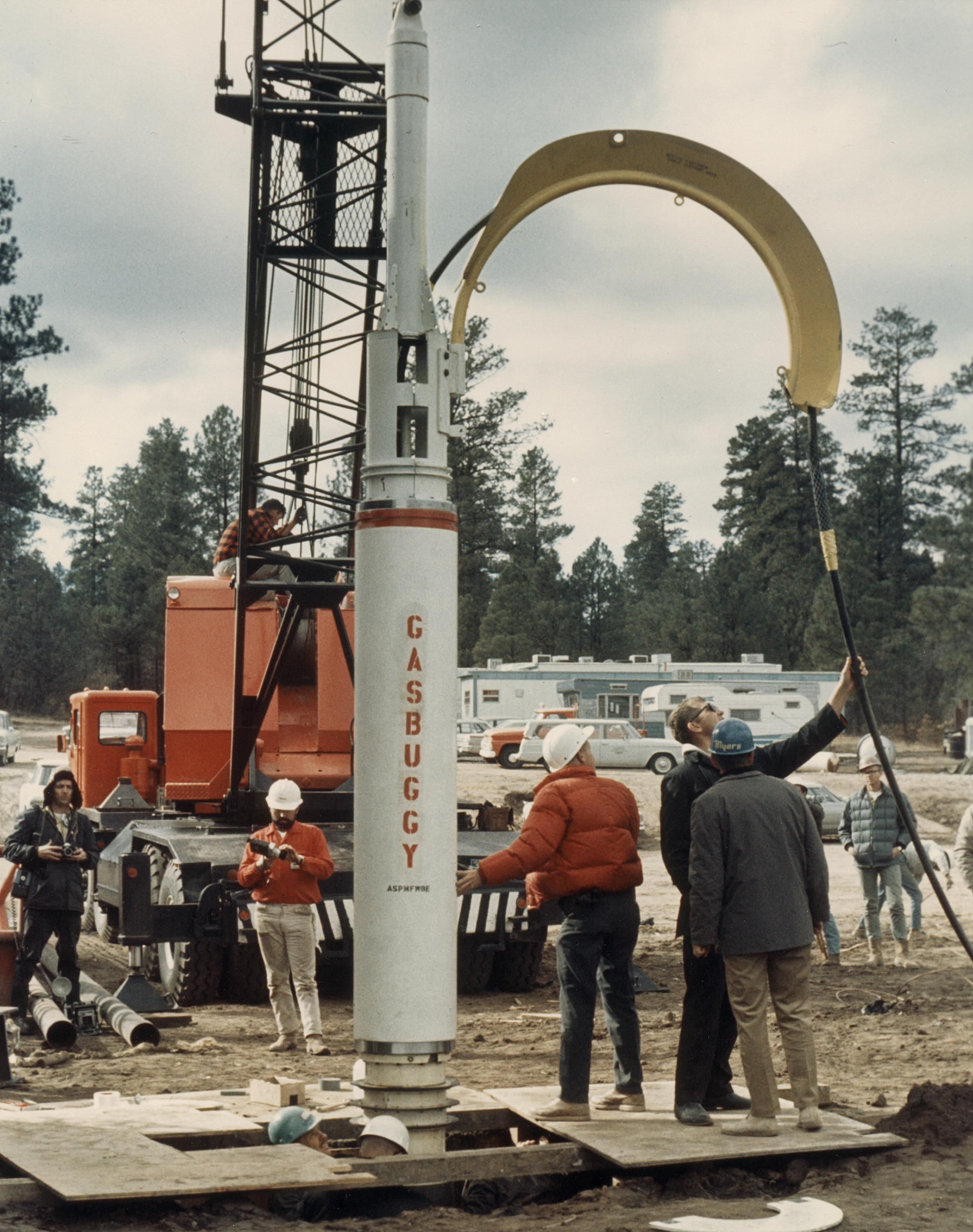
Bomba atómica Gasbuggy.

- 3 de diciembre: en Sudáfrica, el Dr. Christiaan Barnard declara haber realizado el primer trasplante de corazón.
- 6 de diciembre: en un pozo a 195 metros bajo tierra, en el área U10ai del Sitio de pruebas atómicas de Nevada (a unos 100 km al noroeste de la ciudad de Las Vegas), a las 5:00 (hora local) Estados Unidos detona su bomba atómica Polka, de 0,2 kilotones. Es la bomba n.º 530 de las 1131 que Estados Unidos detonó entre 1945 y 1992.
- 8 de diciembre: en Inglaterra, la banda británica de rock The Beatles publica el doble EP Magical Mystery Tour.
- 8 de diciembre: en Inglaterra, la banda británica The Rolling Stones publica su sexto álbum de estudio titulado Their Satanic Majesties Request.
- 10 de diciembre: en un pozo a 1290 metros bajo tierra, a unos 33 km al suroeste de la población de Dulce (estado de Nuevo México), a las 12:30 (hora local) Estados Unidos detona su bomba atómica n.º 531: Gasbuggy, de 29 kilotones.
- 11 de diciembre: en India, un terremoto de 6,6 deja un saldo de 177 muertos y 2.200 heridos.
- 15 de diciembre: en un pozo a 332 metros bajo tierra, en el área U3fh del Sitio de pruebas atómicas de Nevada (a unos 100 km al noroeste de la ciudad de Las Vegas), a las 7:00 (hora local) Estados Unidos detona su bomba atómica n.º 532, Stilt, de 2 kilotones.

## Nacimientos

### Enero
- 1 de enero: 
  - Spencer Tunick, fotógrafo neoyorquino.
  - Juanma Bajo Ulloa, cineasta español.
  - John Digweed, disc jockey británico.
- 2 de enero: 
  - Ángel Alonso, director de cine español especializado en el mundo de la animación y los efectos especiales.
  - Tia Carrere, actriz estadounidense.
- 3 de enero: Clark Aldrich, escritor estadounidense.
- 5 de enero: 
  - Joe Flanigan, actor estadounidense.
  - R. Kelly, cantautor y productor estadounidense.
- 7 de enero: 
  - Nick Clegg, político británico.
  - Irfán Khan, actor indio de cine (f. 2020).
- 8 de enero: Willie Anderson, jugador de baloncesto estadounidense.
- 9 de enero: 
  - Pedro Reinaldo Álvarez Castelló, artista visual cubano (f. 2004).
  - Claudio Caniggia, futbolista argentino.
  - David Costabile, actor estadounidense.
  - Dave Matthews, músico sudafricano.
- 10 de enero: 
  - Angelika Amon, bióloga molecular estadounidense.
  - Ernesto Benjumea, actor colombiano.
  - Patxi Freytez, actor español.
  - Ronal Vargas Araya, exsacerdote, profesor, abogado, ambientalista, luchador social, motivador y diputado costarricense.
- 11 de enero: Teoman Alibegović, jugador, entrenador y dirigente deportivo esloveno de baloncesto.
- 12 de enero: 
  - Jorge Alís, actor y humorista argentino y chileno.
  - Sergio Novelli, periodista y locutor venezolano.
  - Takehiko Inoue, artista y dibujante japonés.
- 14 de enero: 
  - Emily Watson, actriz británica.
  - Hassan Hattab, líder argelino.
  - Kerri Green, actriz estadounidense.
- 15 de enero: Jennifer Aaker, escritora, educadora y psicóloga estadounidense.
- 18 de enero: Iván Zamorano, futbolista chileno.
- 19 de enero: 
  - Dorelis Echeto, docente, política y activista indígena venezolana.

- - Javier Cámara, actor español.
- 23 de enero: 

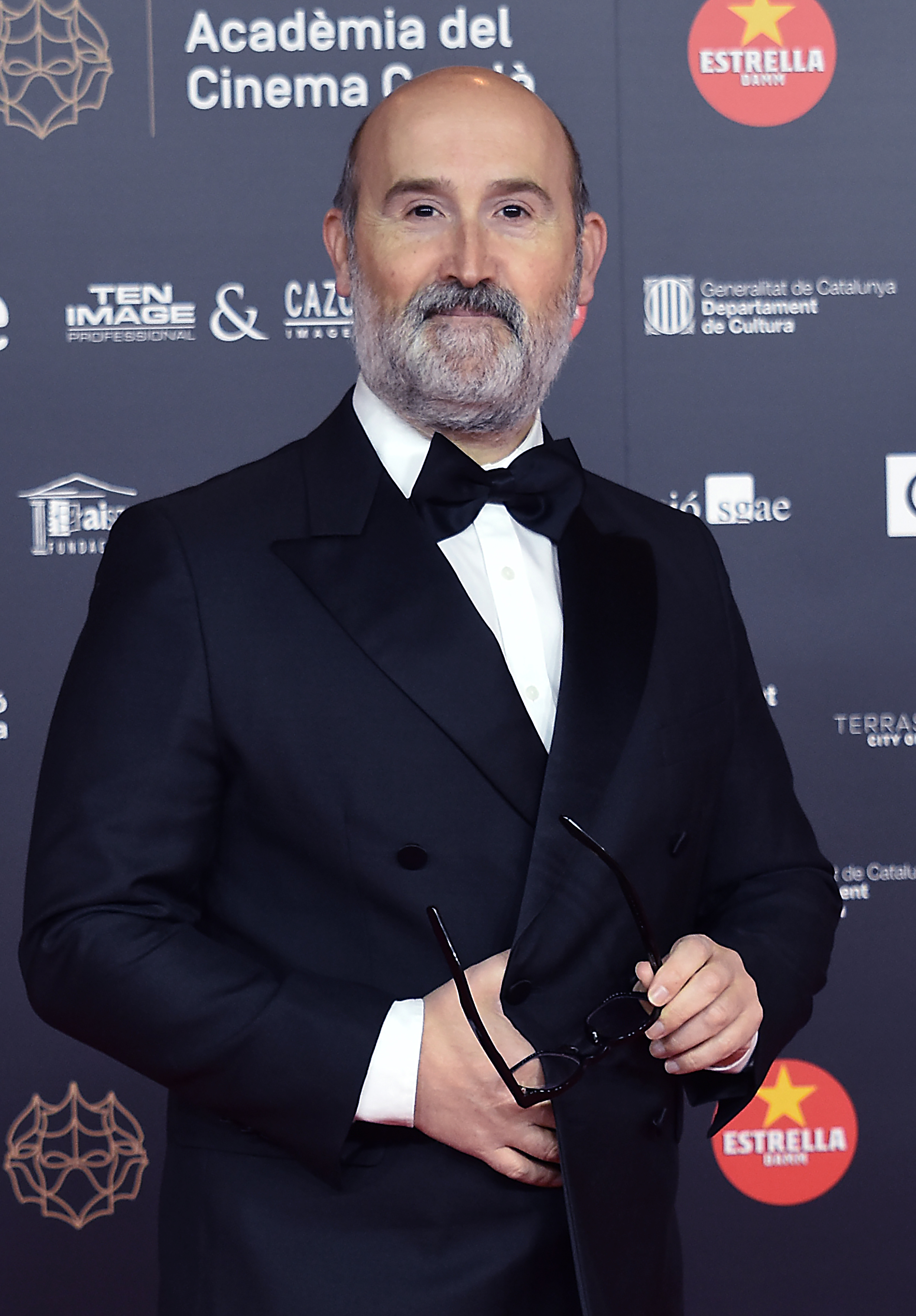
Javier Cámara

  - Claudia Virginia Samayoa, activista por los derechos humanos guatemalteca.
  - Naim Süleymanoğlu, levantador de pesas búlgaro.
- 24 de enero: John Myung, músico estadounidense.
- 27 de enero: Susan Aglukark, cantante canadiense.
- 31 de enero: 
  - Fat Mike, músico estadounidense, de las bandas NOFX y Me First and the Gimme Gimmes.
  - Chad Channing, baterista estadounidense, de la banda Nirvana.
  - Roberto Palazuelos, actor mexicano.

### Febrero

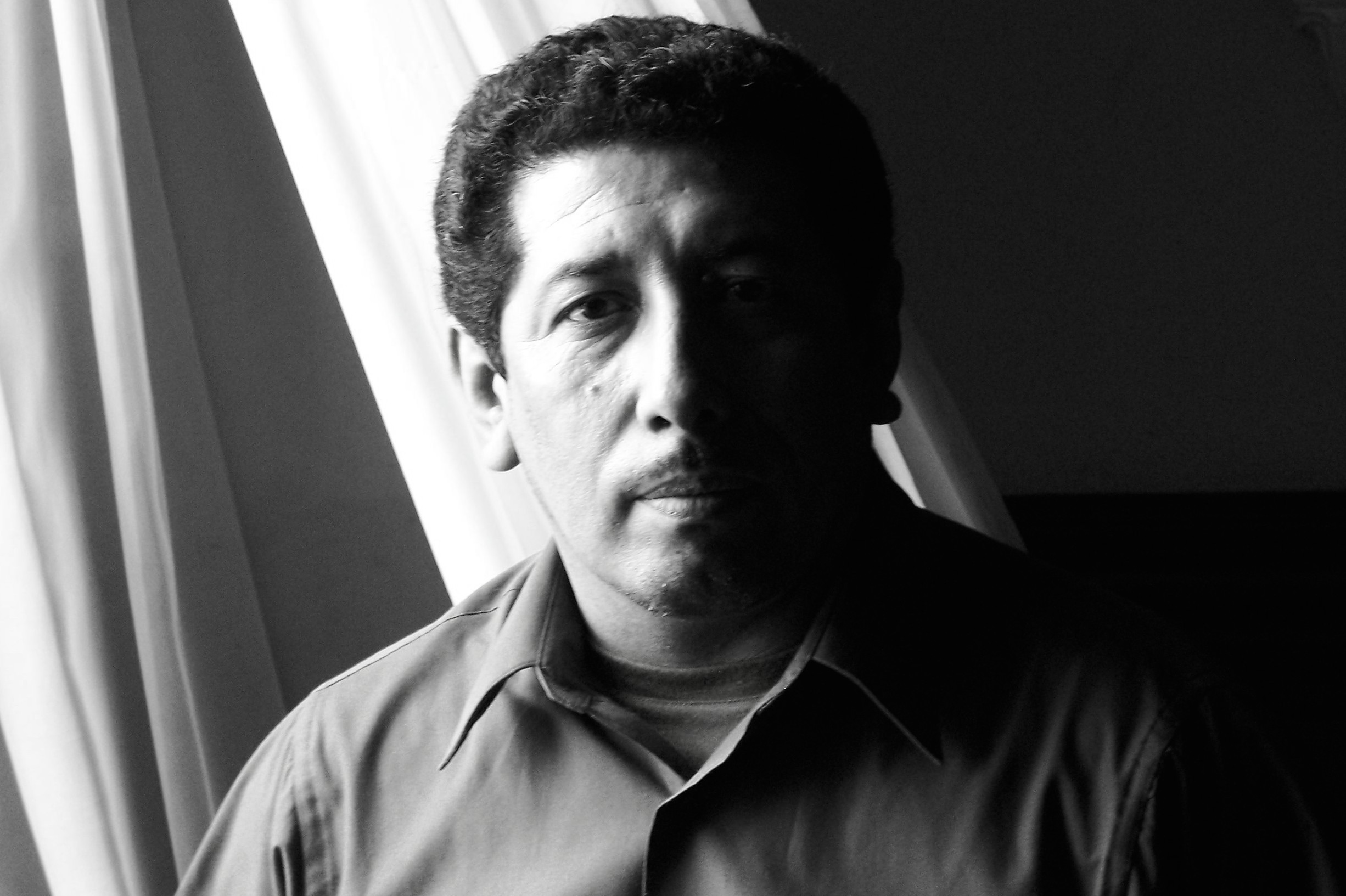
Samuel Trigueros

- 1 de febrero: Ulises Eyherabide, cantante, músico, compositor, diseñador gráfico y arquitecto argentino (f. 2022), fundador de la banda de rock cristiano Rescate.
- 1 de febrero: Meg Cabot, escritora estadounidense.
- 2 de febrero: Mar Fernández Vázquez, filóloga hispánica y románica (f. 2013).
- 2 de febrero: Laurent Nkunda, guerrillero congoleño.
- 2 de febrero: R. Scott Bakker, escritor canadiense.
- 2 de febrero: Paula Burlamaqui, actriz brasileña.
- 7 de febrero: Samuel Trigueros, poeta, cuentista, director de teatro y actor hondureño.
- 8 de febrero: Marcelo Roffé, psicólogo del deporte argentino.
- 9 de febrero: José Luis Torrijo, actor español.

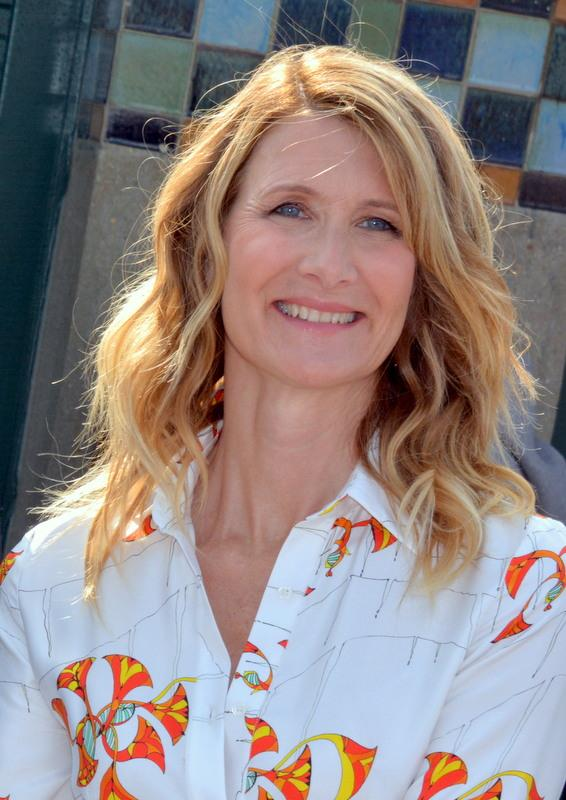
Laura Dern

- 10 de febrero: Laura Dern, actriz estadounidense.
- 11 de febrero: Ciro Ferrara, futbolista y entrenador italiano.
- 11 de febrero: Hank Gathers, jugador de baloncesto estadounidense (f. 1990).

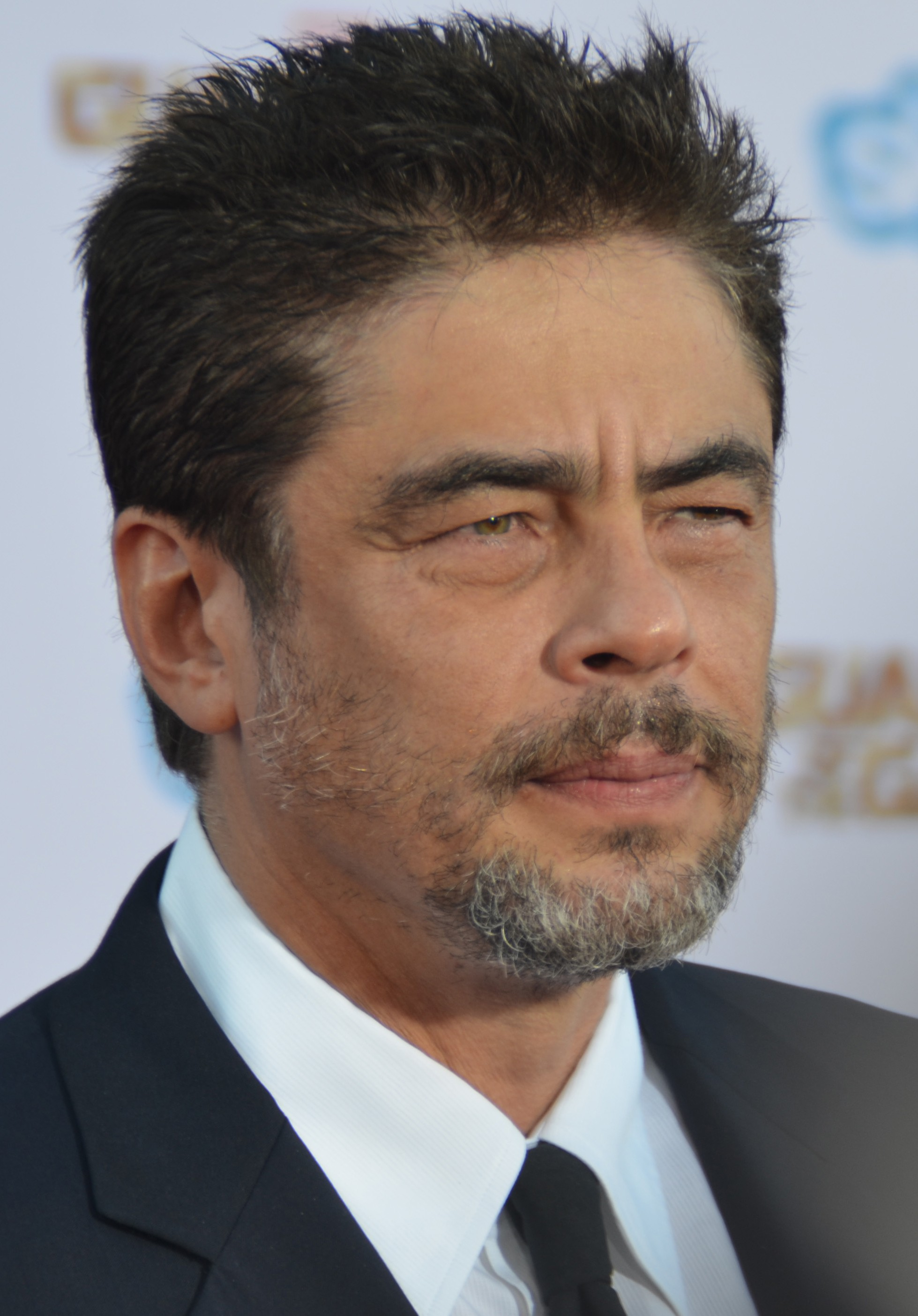
Benicio del Toro

- 13 de febrero: Néstor Kohan, filósofo, intelectual y militante marxista argentino.
- 13 de febrero: Johnny Tapia, boxeador estadounidense (f. 2012).
- 14 de febrero: Mark Rutte, primer ministro neerlandés.

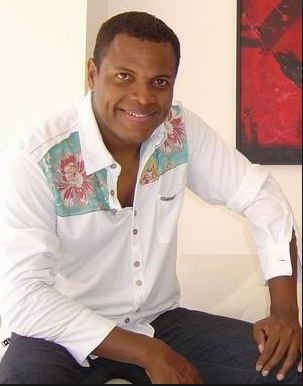
Omar Geles

- 15 de febrero: Omar Geles, cantante, acordeonero y compositor colombiano de música vallenata (f. 2024).
- 18 de febrero: Roberto Baggio, futbolista italiano.
- 19 de febrero: Benicio del Toro, actor puertorriqueño.

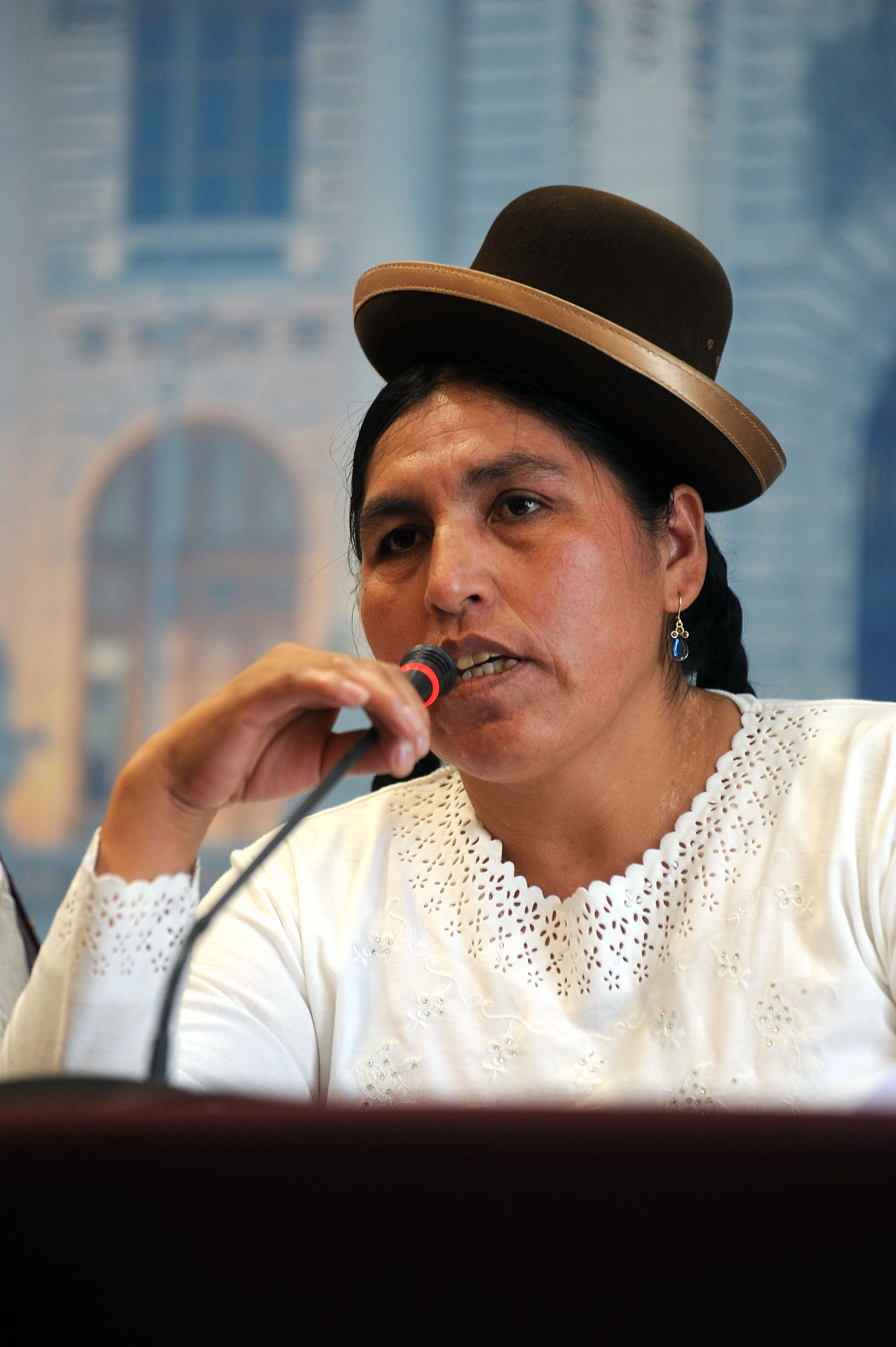
Claudia Coari

- 20 de febrero: Kurt Cobain, cantante y guitarrista estadounidense, de la banda Nirvana (f. 1994).
- 20 de febrero: Lili Taylor, actriz estadounidense.
- 23 de febrero: Person (José Luis Properzi), baterista argentino de rock (f. 2015).
- 24 de febrero: Fernando Tejero, actor español.
- 25 de febrero: FGrace Quintanilla, artista transdisciplinaria y gestora cultural mexicana (f. 2019).
- 26 de febrero: Claudia Coari, política peruana de origen quechua.
- 26 de febrero: Currie Graham, actor canadiense.

### Marzo

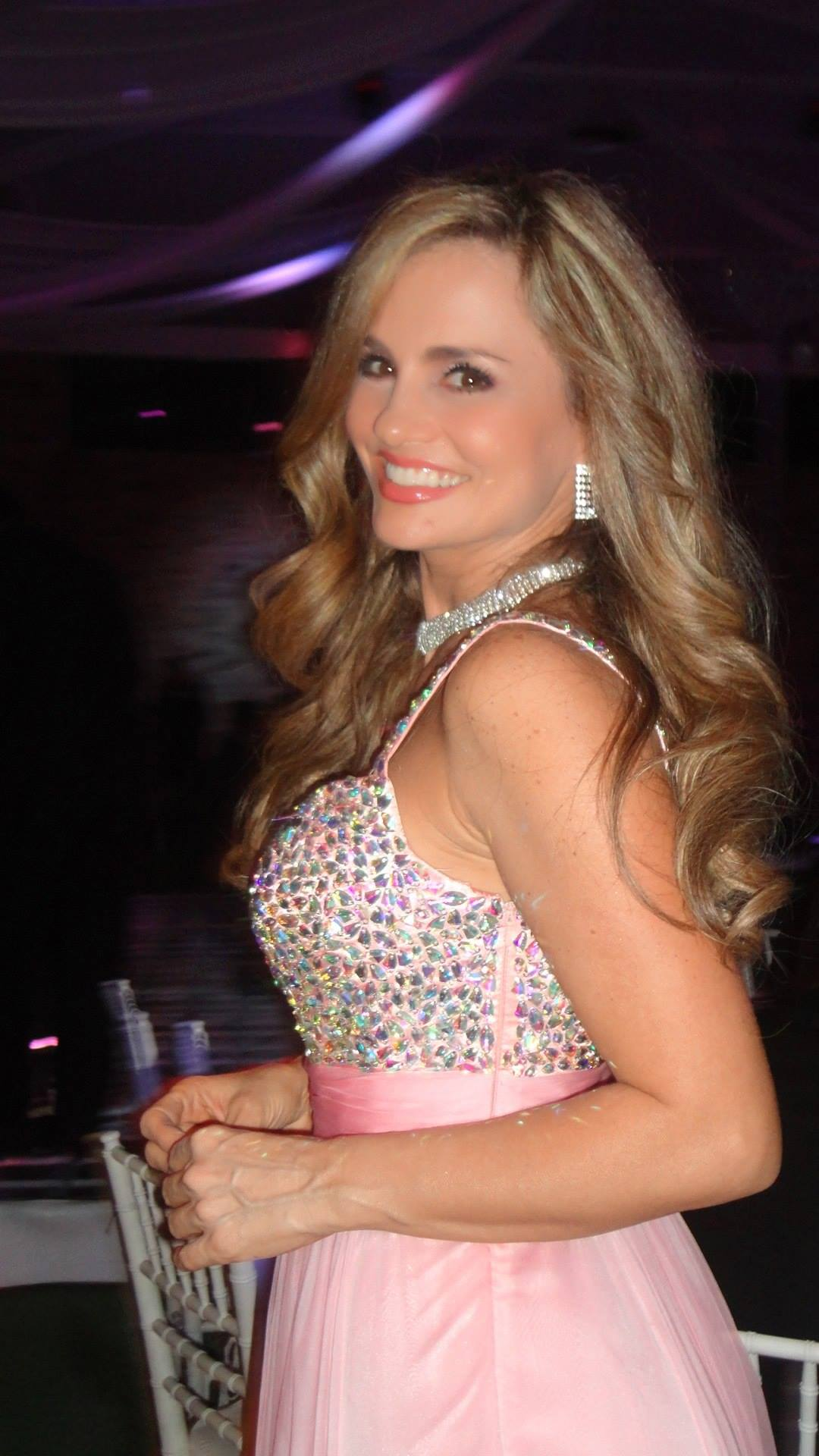
Aura Cristina Geithner

- 1 de marzo: Lisa McVey, policía y antigua víctima de secuestro.
- 1 de marzo: George Eads, actor estadounidense.
- 1 de marzo: Aron Winter, futbolista neerlandés de origen surinamés.
- 5 de marzo: Ray Loriga, escritor, guionista y cineasta español.
- 7 de marzo: Rodrigo Rojas de Negri, fotógrafo chileno (f. 1986).
- 8 de marzo: John Harkes, futbolista estadounidense.
- 9 de marzo: 
  - Aura Cristina Geithner, actriz colombiana.
  - Harry Geithner, actor colombiano.
- 11 de marzo: John Barrowman, actor escocés (protagonista de Torchwood).
- 11 de marzo: Renzo Gracie, luchador de artes marciales mixtas brasileño.
- 11 de marzo: Cynthia Klitbo, actriz mexicana.
- 13 de marzo: Andrés Escobar, futbolista colombiano (f. 1994).
- 14 de marzo: Jorge Alfredo Vargas, presentador de noticias colombiano.
- 15 de marzo: Naoko Takeuchi, artista japonesa de manga, mundialmente conocida por su obra Sailor Moon.
- 15 de marzo: Sergio Espejo, abogado, académico, consultor y político chileno.
- 16 de marzo: Lauren Graham, actriz, productora y escritora estadounidense.
- 17 de marzo: Billy Corgan, músico, poeta y vocalista estadounidense, de la banda Smashing Pumpkins.

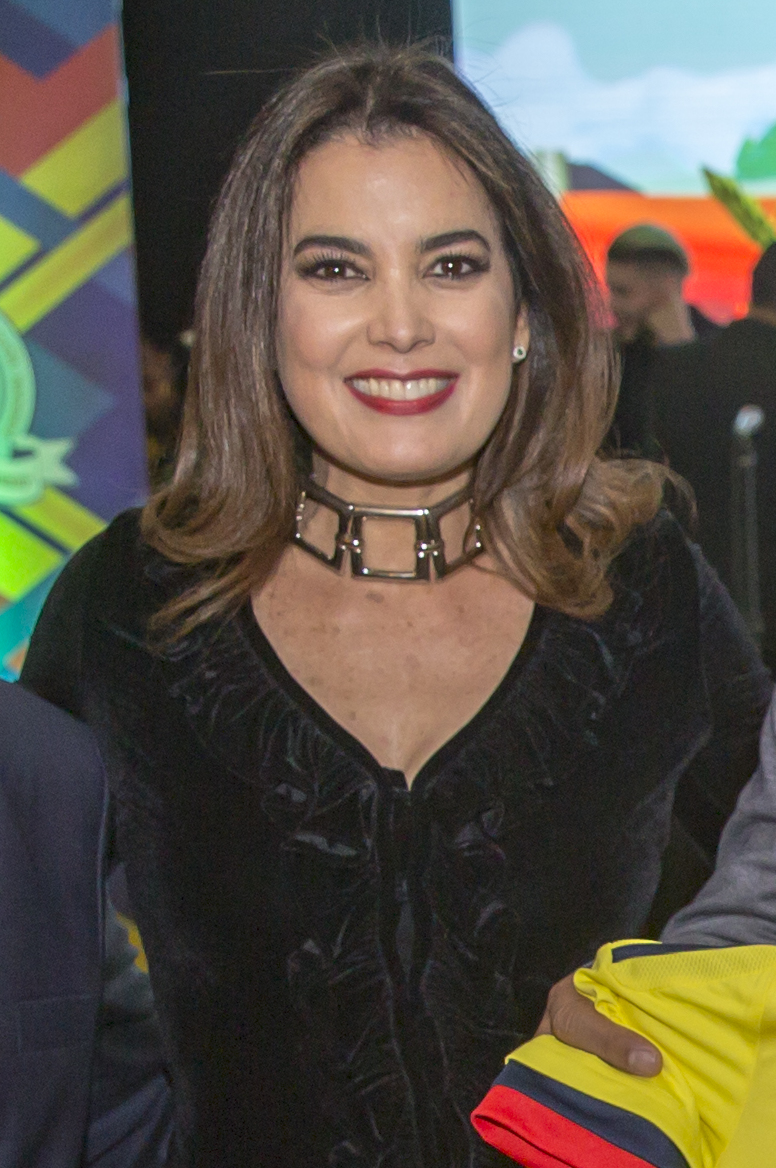
Ruddy Rodríguez

- 19 de marzo: Francisco Xavier Berganza, cantante y político mexicano.
- 19 de marzo: Nórida Rodríguez, actriz colombiana.
- 20 de marzo: Ruddy Rodríguez, actriz venezolana.
- 21 de marzo: 
  - María Rey, periodista española.
  - Jonas Berggren, guitarrista y compositor sueco, integrante de la banda Ace of Base.
- 22 de marzo: Mario Cipollini, ciclista italiano.
- 22 de marzo: Pepe Monje, actor argentino.
- 25 de marzo: Vicente Amigo, guitarrista flamenco español.
- 27 de marzo: Talisa Soto, actriz estadounidense.

### Abril
- 3 de abril: María José Sierra Moros, médica española especialista en medicina preventiva y salud pública y epidemiología.
- 6 de abril: Gustavo Valle, escritor venezolano.
- 6 de abril: Diego Valverde Villena, poeta y ensayista hipano-peruano-boliviano.
- 7 de abril: Bodo Illgner, futbolista alemán.
- 8 de abril: Luis Chataing, animador y cómico venezolano.
- 8 de abril: Kazunari Tanaka, seiyū japonés (f. 2016).
- 9 de abril: Jorge Benavides, actor, imitador, comediante, productor y director peruano.
- 12 de abril: Bobby Abrams, jugador estadounidense de fútbol americano.
- 13 de abril: Capleton, cantante jamaicano.

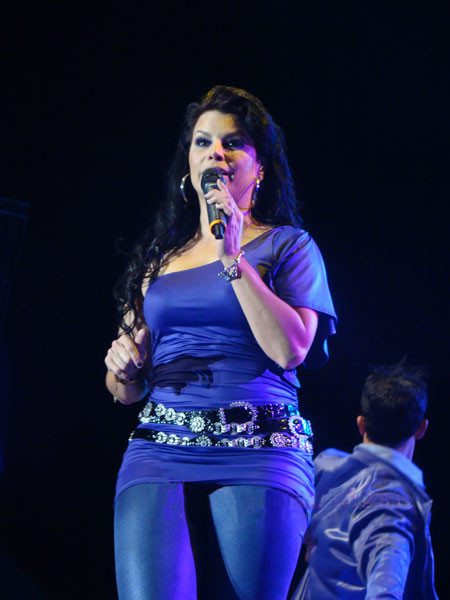
Olga Tañón

- 13 de abril: Olga Tañón, cantante puertorriqueña.
- 14 de abril: Barrett Martin, baterista y compositor estadounidense.
- 14 de abril: Jeff Jarrett, luchador estadounidense.
- 14 de abril: Javier Valdez, periodista mexicano especializado en narcotráfico y crimen organizado (f. 2017).
- 18 de abril: Maria Bello, actriz estadounidense.
- 20 de abril: Mike Portnoy, baterista estadounidense, de la banda Dream Theater.
- 23 de abril: Melina Kanakaredes, actriz estadounidense.
- 24 de abril: Omar Vizquel, beisbolista venezolano.
- 26 de abril: Kane, luchador profesional estadounidense.
- 26 de abril: Liliana Rodríguez, actriz, presentadora de televisión y cantante venezolana.
- 26 de abril: Marianne Jean-Baptiste, actriz británica.
- 27 de abril: Guillermo Alejandro de Orange-Nassau, aristócrata neerlandés.

### Mayo

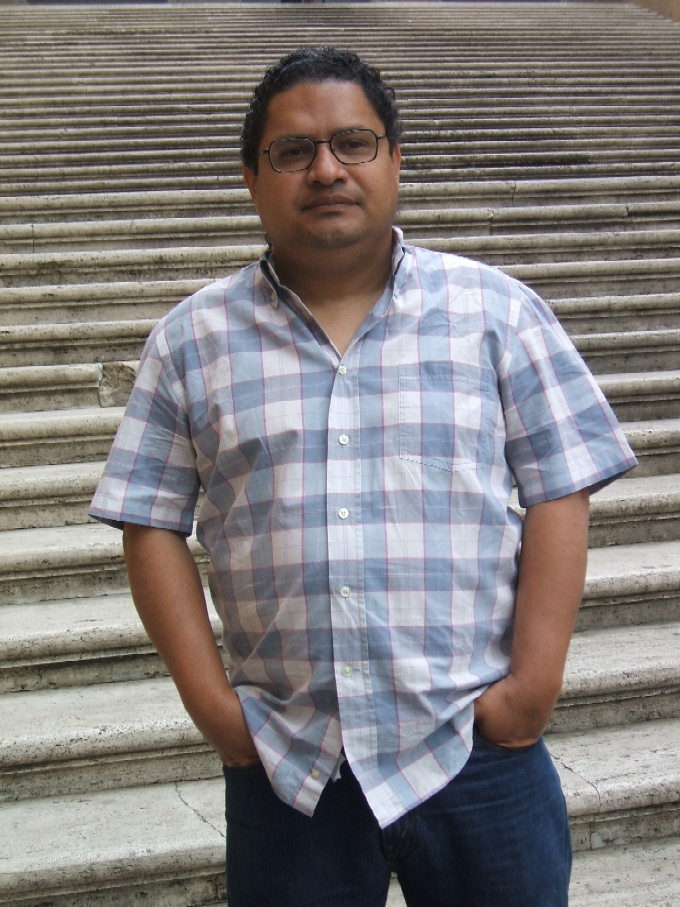
Juan Carlos Chirinos

- 2 de mayo: Luigi Apolloni, futbolista y entrenador italiano.
- 3 de mayo: Juan Carlos Chirinos, escritor venezolano.
- 3 de mayo: André Olbrich, guitarrista alemán, de la banda Blind Guardian.
- 4 de mayo: Akiko Yajima, seiyū japonesa.
- 4 de mayo: Dominik Schwaderlapp, obispo católico alemán.
- 5 de mayo: Takehito Koyasu, actor japonés de doblaje.
- 5 de mayo: Maximiliano Guerra, bailarín argentino.
- 9 de mayo: Débora Andollo, nadadora cubana.
- 11 de mayo: Alberto García-Aspe, comentarista y futbolista mexicano.
- 13 de mayo: 
  - Chuck Schuldiner, cantante y guitarrista estadounidense (f. 2001).
  - Isabel Sola Gurpegui, bióloga española experta en coronavirus.
  - Melanie Thornton, cantante estadounidense (f. 2001).
- 15 de mayo: Simen Agdestein, ajedrecista y futbolista noruego.
- 16 de mayo: Juan Carlos Alarcón, guitarrista chileno.
- 17 de mayo: Fernando Esteche, periodista y activista argentino, líder de la agrupación Quebracho.
- 18 de mayo: Heinz-Harald Frentzen, piloto alemán de Fórmula 1.
- 21 de mayo: Chris Benoit, luchador profesional canadiense (f. 2007).
- 22 de mayo: MC Eiht, rapero estadounidense.
- 23 de mayo: Luis Roberto Alves "Zague", futbolista mexicano.
- 24 de mayo: Carlos Almeida Hernández, beisbolista y entrenador venezolano.
- 25 de mayo: Poppy Z. Brite, escritor estadounidense.
- 27 de mayo: Paul Gascoigne, futbolista británico-inglés.

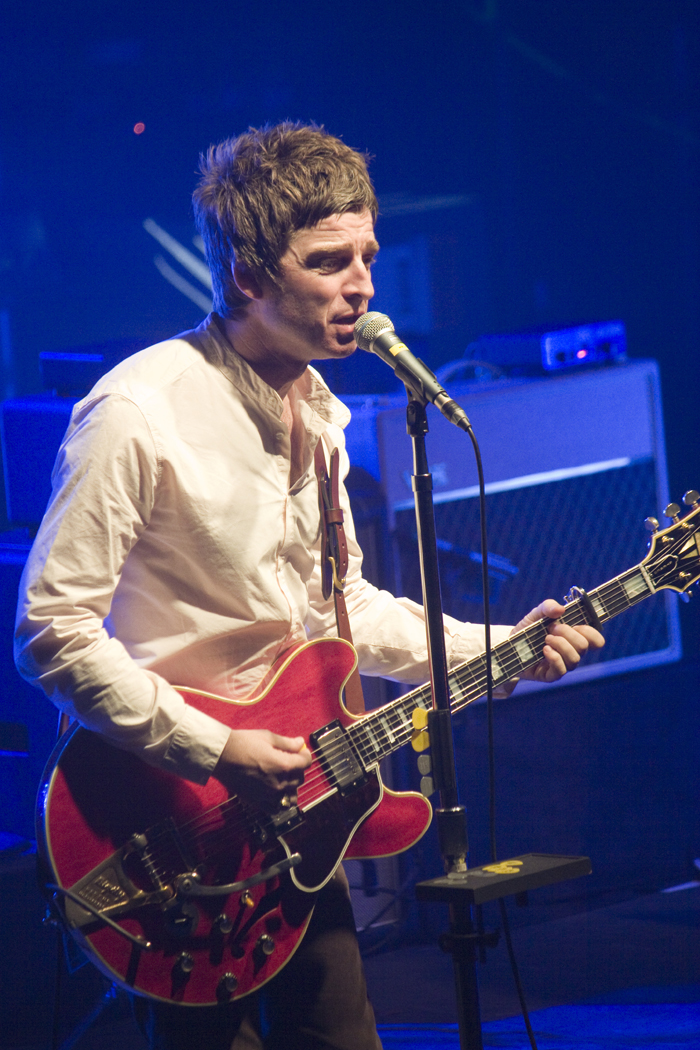
Noel Gallagher

- 29 de mayo: Noel Gallagher, músico británico, de la banda Oasis.
- 30 de mayo: Allison Adler, productora de televisión y escritora canadiense-estadounidense.
- 31 de mayo: Phil Keoghan, presentador neozelandés de televisión.
- 31 de mayo: Kenny Lofton, beisbolista estadounidense.

### Junio
- 2 de junio: Antonio Calderón Burgos, futbolista y entrenador español.
- 3 de junio: Violeta Alemán, actriz y cantante venezolana.
- 4 de junio: Richard Zven Kruspe, guitarrista alemán, de las bandas Rammstein y Emigrate.
- 5 de junio: Joe DeLoach, atleta estadounidense.
- 5 de junio: Ron Livingston, actor estadounidense.
- 6 de junio: Paul Giamatti, actor estadounidense.
- 6 de junio: Konami Yoshida, seiyū japonesa.

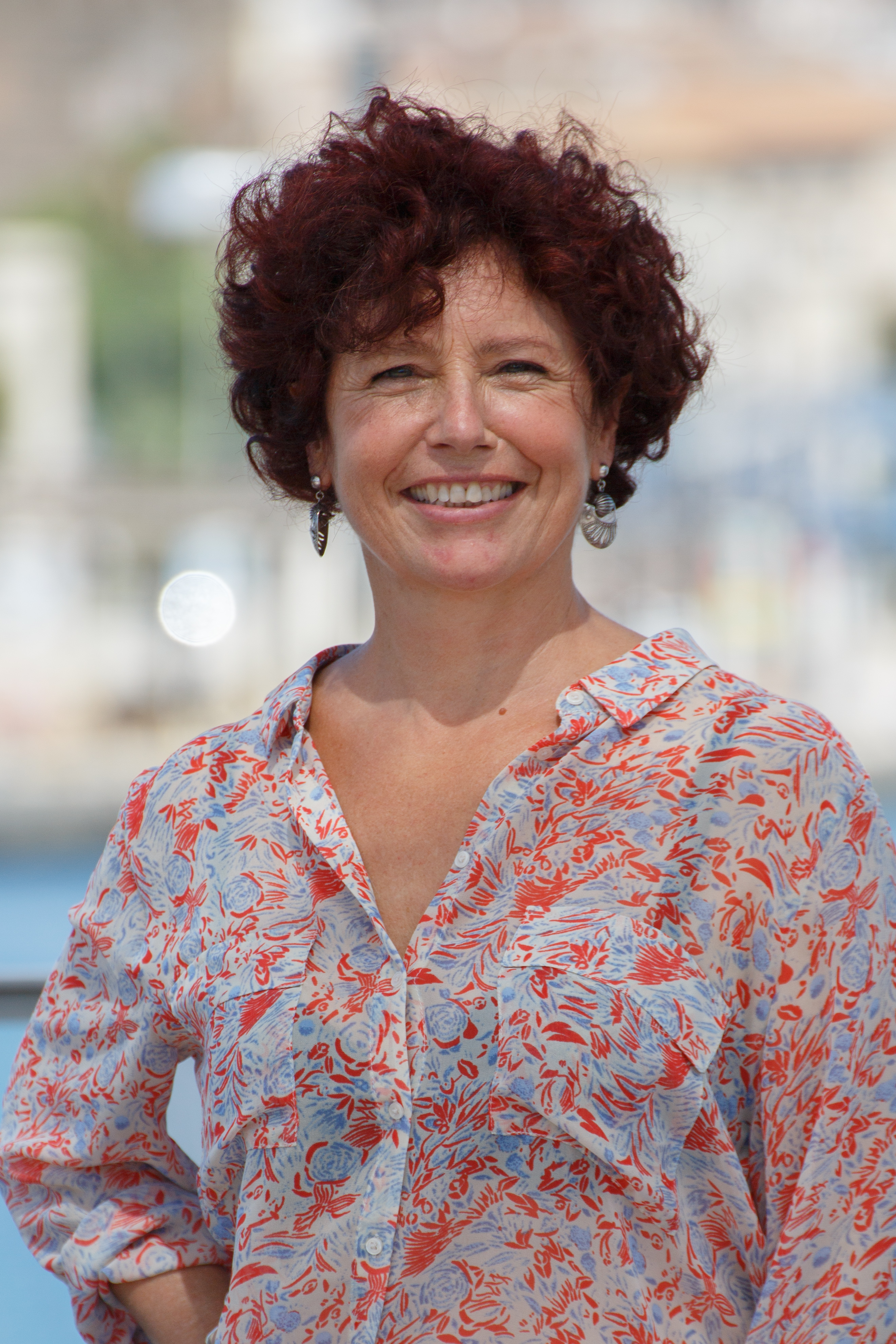
Icíar Bollaín

- 7 de junio: Dave Navarro, guitarrista estadounidense.
- 8 de junio: Marco Uriel, actor mexicano.
- 9 de junio: Alejandro Ruiz, actor mexicano.
- 9 de junio: Malú Urriola, poeta y guionista chilena.
- 10 de junio: Otoniel Guevara, poeta y periodista salvadoreño.
- 12 de junio: Icíar Bollaín, directora de cine y actriz española.
- 13 de junio: Jeanine Áñez, presentadora de televisión, abogada y política boliviana.
- 16 de junio: Jürgen Klopp, entrenador y futbolista alemán.
- 17 de junio: Silvana Espinosa, arqueóloga argentina.
- 17 de junio: Luis Carlos Padilla, político venezolano.
- 17 de junio: Zinho, futbolista brasileño.

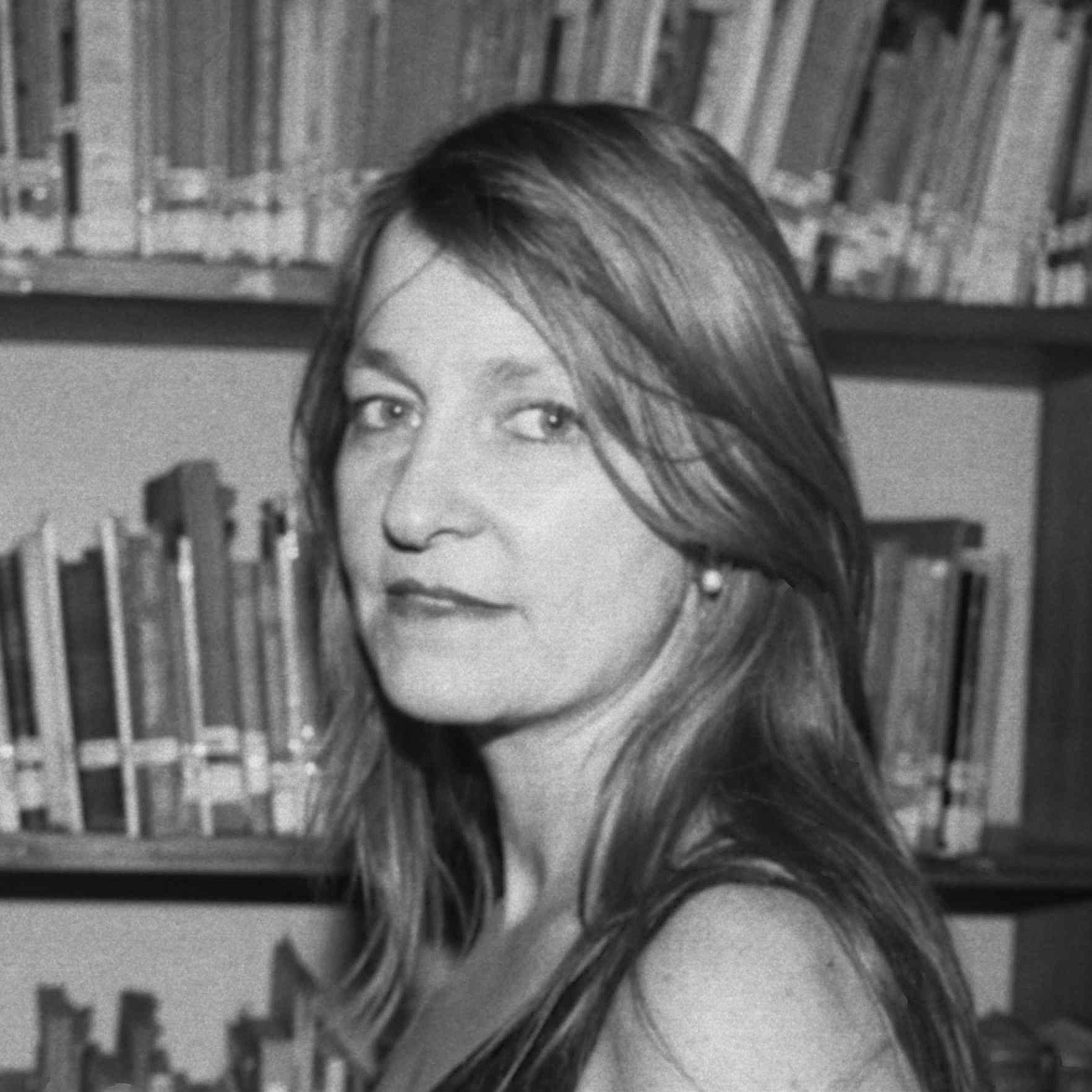
Virginia Ducler

- 19 de junio: Virginia Ducler, cuentista y novelista argentina.
- 19 de junio: Araceli González, actriz, modelo y presentadora de televisión argentina.
- 19 de junio: Pablo Llorens, animador español.
- 19 de junio: Mia Sara, actriz estadounidense.
- 20 de junio: Edu Ardanuy, guitarrista brasileño, de la banda Dr. Sin.
- 20 de junio: Nicole Kidman, actriz australiana.
- 20 de junio: Patxi Xabier Lezama, escultor español.
- 20 de junio: Angela Melillo, actriz italiana.

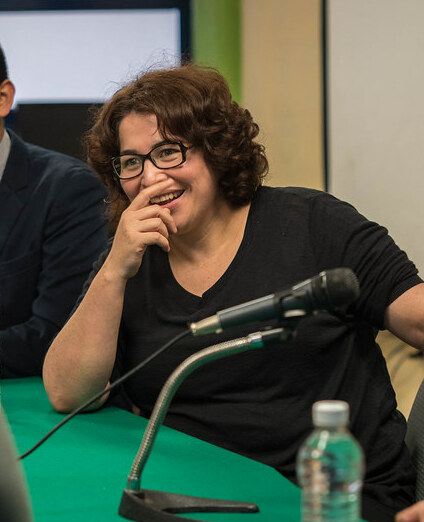
Claudia Hernández

- 22 de junio: Claudia Hernández, escritora salvadoreña de cuento y novela.
- 24 de junio: Richard Z. Kruspe, músico y guitarrista alemán, de la banda Rammstein.
- 25 de junio: Niels van der Zwan, remero neerlandés.
- 28 de junio: Gil Bellows, actor canadiense.
- 29 de junio: Federico Bonasso, músico compositor argentino-mexicano.
- 29 de junio: Jeff Burton, piloto estadounidense de NASCAR.
- 30 de junio: David Busst, futbolista y entrenador inglés.
- 30 de junio: Silke Renk, lanzador de jabalina alemán.
- 30 de junio: Robert Więckiewicz, actor polaco.

### Julio

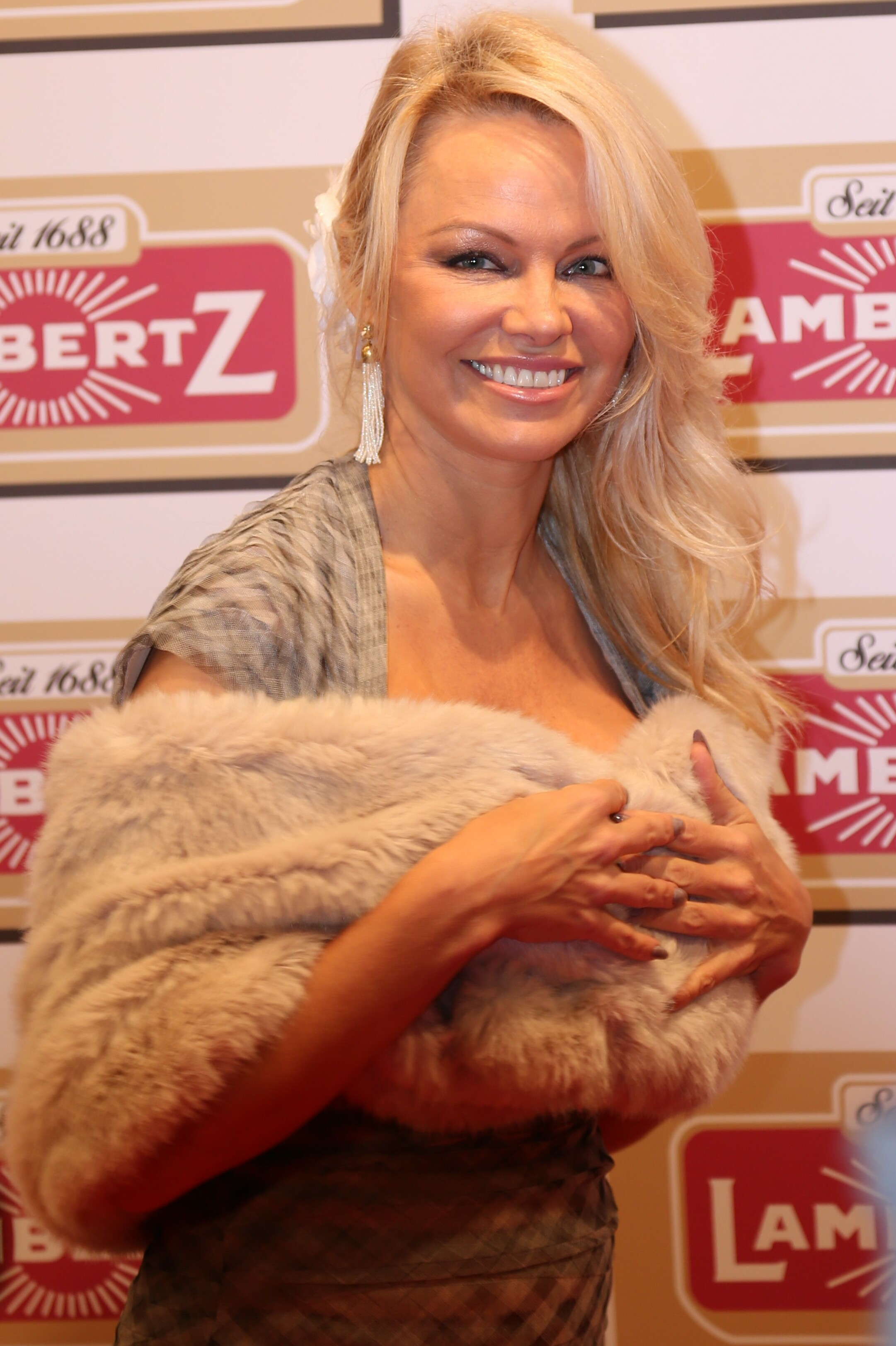
Pamela Anderson

- 1 de julio: Pamela Anderson, modelo, actriz y playmate canadiense-estadounidense.
- 1 de julio: Sandra Rehder, cantante, poeta y productora argentina.
- 2 de julio: 
  - Edmundo Bal, abogado del estado y político español.
  - Claudio Biaggio, futbolista argentino.
  - Jorge Fonte, escritor y ensayista cinematográfico canario.
- 3 de julio: Vladan Alanović, baloncestista croata.
  - Henry Ariel López Báez, futbolista uruguayo.
  - David Macpherson, tenista australiano.
  - Sebastián Monk, músico, profesor de música y compositor folclórico argentino (f. 2011).
- 4 de julio: Vinny Castilla, beisbolista mexicano.
- 7 de julio: Eduardo Vaquerizo, escritor español de relatos y novelas de ciencia ficción, terror y fantasía.
- 8 de julio: Kaho Kōda, actriz de voz japonesa.
- 12 de julio: John Petrucci, guitarrista estadounidense.
- 14 de julio: Javier Suazo Mejía, director, guionista y productor de cine hondureño.
- 15 de julio: Adam Savage, especialista en efectos especiales y presentador estadounidense de televisión MythBusters.
- 16 de julio: 
  - Will Ferrell, actor, comediante y productor estadounidense.
  - José Luis Serrano, escritor español.
- 18 de julio: 
  - Nemesia Achacollo, dirigente sindical y política boliviana.
  - Vin Diesel, actor, productor y director de cine estadounidense.
- 19 de julio: Yael Abecassis, actriz y modelo israelí.
- 22 de julio: José Carlos Adán, atleta español de medio fondo.
- 23 de julio: Philip Seymour Hoffman, actor estadounidense (f. 2014).
- 24 de julio: Enrique Carriazo, actor colombiano.
- 25 de julio: Matt LeBlanc, actor estadounidense.
- 26 de julio: 
  - Gustavo Battaglia, guitarrista de tango y compositor argentino.
  - Jason Statham, actor británico.
- 27 de julio: 
  - Fabiana Barreda, fotógrafa, performer, instalacionista y artista multimedia argentina.
  - Sasha Mitchell, actor estadounidense de artes marciales.
- 30 de julio: A. W. Yrjänä, músico de rock y poeta finlandés.

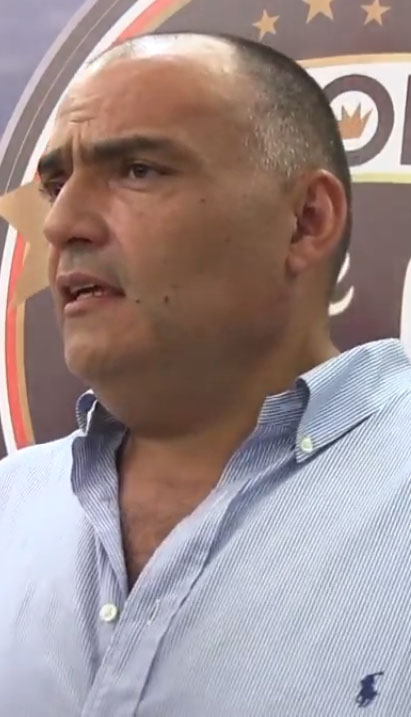
Enrique Carriazo

- 31 de julio: Minako Honda, cantante y actriz japonesa (f. 2005).
- 31 de julio: Elizabeth Wurtzel, Escritora, periodista y autora estadounidense

### Agosto
- 3 de agosto: Mathieu Kassovitz, actor y director francés.
- 4 de agosto: Ricardo Pozo Gálvez, futbolista y entrenador español.
- 7 de agosto: Gilberto Angelucci, futbolista y entrenador venezolano.
- 7 de agosto: Charlotte Lewis, actriz británica.
- 8 de agosto: Marcelo Balboa, futbolista estadounidense.
- 10 de agosto: Riddick Bowe, boxeador estadounidense.

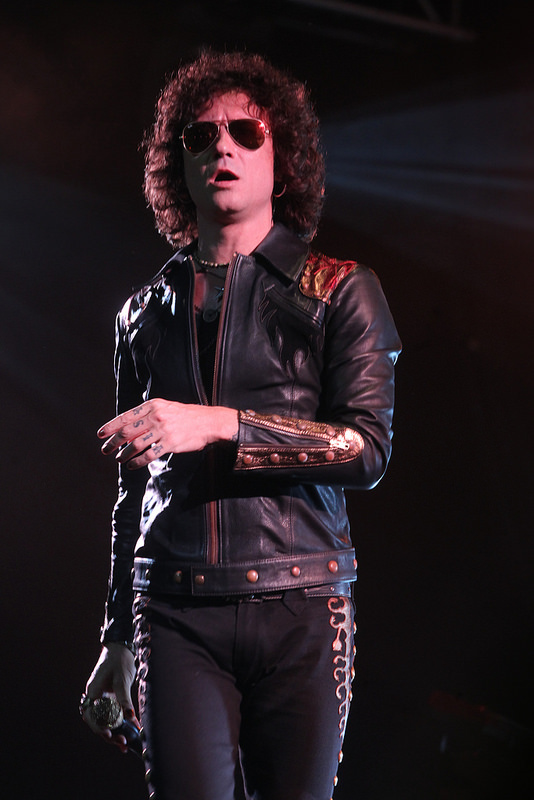
Enrique Bunbury

- 11 de agosto: Massimiliano Allegri, entrenador y futbolista italiano.
- 11 de agosto: Enrique Bunbury, músico y cantante español, exintegrante de la banda Héroes del Silencio.
- 12 de agosto: Miguel Anxo Bastos, economista y conferencista español, conocido por su defensa de las tesis del liberalismo económico y en concreto de la Escuela Austríaca.
- 12 de agosto: Emil Kostadinov, futbolista búlgaro.
- 12 de agosto: Paulo Roberto, jugador brasileño de fútbol sala.
- 13 de agosto: Alberto Cereijo, guitarrista español.
- 13 de agosto: Amélie Nothomb, escritora belga.
- 15 de agosto: Laura Torres, actriz, locutora, cantante y directora de doblaje mexicana.
- 17 de agosto: Saeed Al-Owairan, futbolista árabe.
- 17 de agosto: Pilar Cabero, escritora española.
- 18 de agosto: Daler Mehndi, cantante indio.
- 21 de agosto: Stéphane Charbonnier, periodista francés (f. 2015).
- 21 de agosto: Carrie-Anne Moss, actriz canadiense.
- 21 de agosto: Serj Tankian, músico estadounidense de heavy metal, de origen libanés y ascendencia armenia, de la banda System of a Down.
- 22 de agosto: Adewale Akinnuoye-Agbaje, actor y modelo británico.
- 22 de agosto: Ty Burrell, actor estadounidense.
- 23 de agosto: Andrius Mamontovas, músico lituano.
- 22 de agosto: Layne Staley, músico estadounidense, de la banda Alice in Chains (f. 2002).

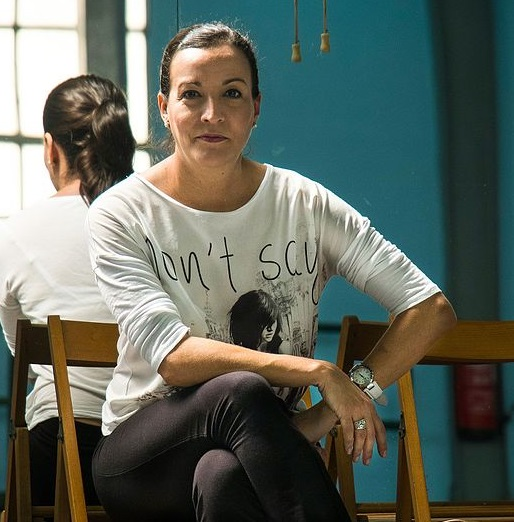
Lizt Alfonso

- 25 de agosto: Lizt Alfonso, coreógrafa, directora y pedagoga cubana.
- 25 de agosto: Jeff Tweedy, cantante estadounidense, de la banda Wilco.
- 25 de agosto: María Mónica Urbina, modelo y reina de belleza colombiana.
- 27 de agosto: Ogie Alcasid, actor, cantante y productor filipino.
- 29 de agosto: Jiří Růžek, fotógrafo checo.
- 30 de agosto: Frederique van der Wal, supermodelo danesa.
- 31 de agosto: Boris Quercia, actor, director y guionista chileno.

### Septiembre

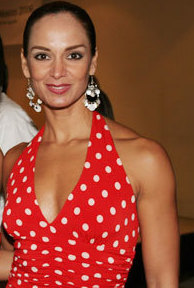
Lupita Jones

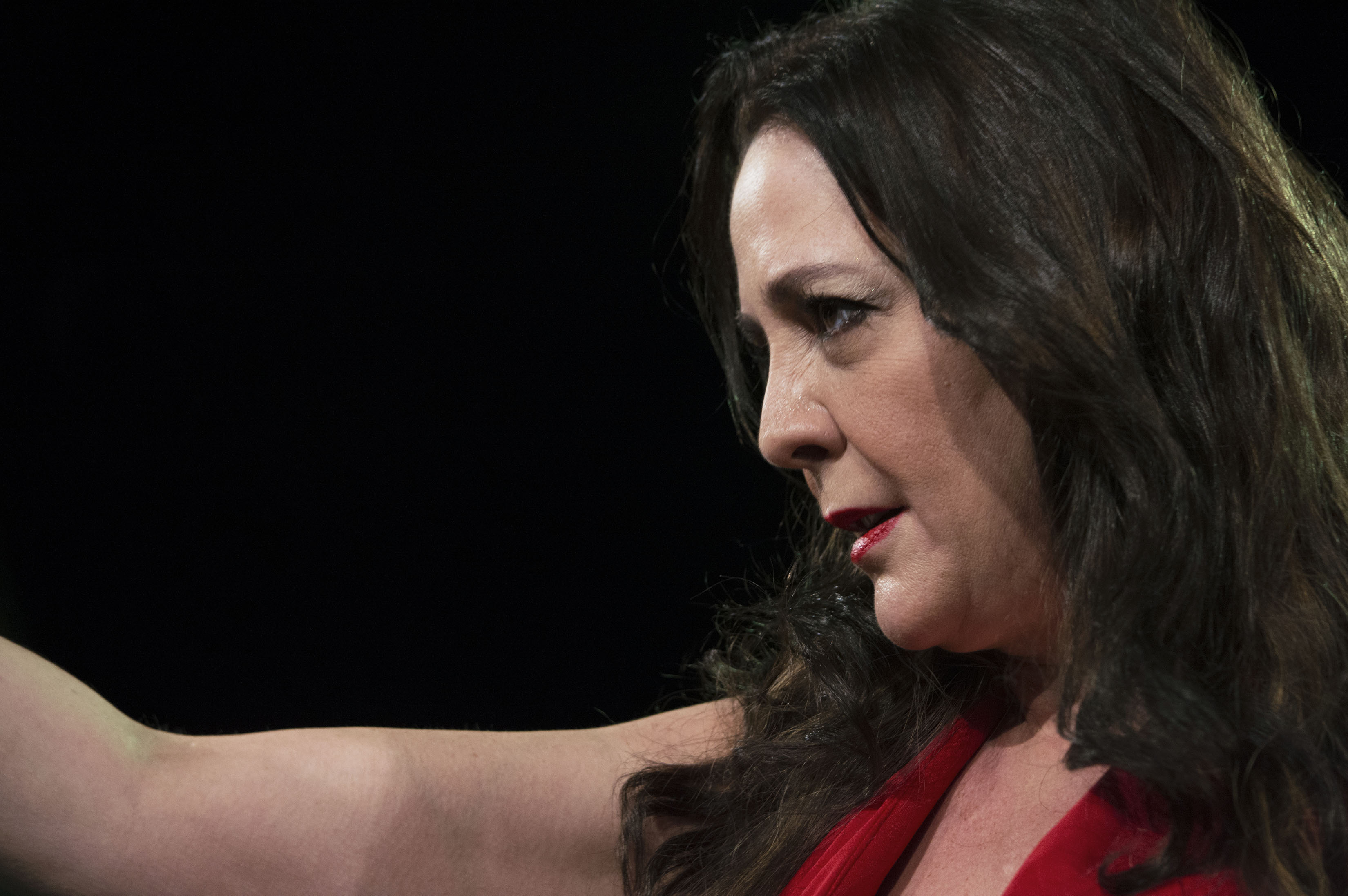
María Fernanda García

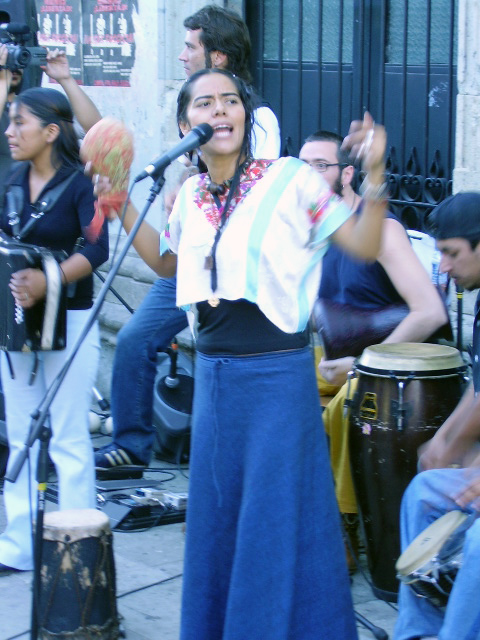
Lila Downs

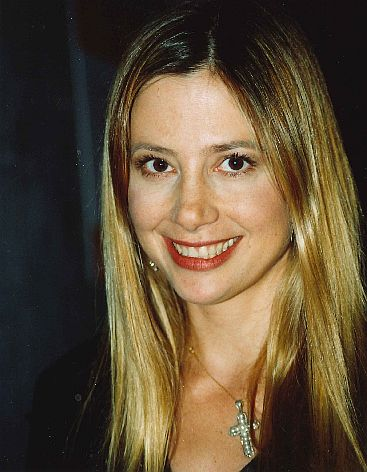
Mira Sorvino

- 2 de septiembre: Andreas Möller, futbolista alemán.
- 3 de septiembre: Daron Acemoğlu, economista turco.
- 5 de septiembre: Roberto Angelelli, periodista y presentador en la televisión ecuatoriana, de origen uruguayo.
- 5 de septiembre: Arnel Pineda, cantautor filipino.
- 5 de septiembre: Matthias Sammer, futbolista, entrenador y dirigente alemán.
- 6 de septiembre: Macy Gray, cantante estadounidense de rhythm and blues.
- 6 de septiembre: Lupita Jones, actriz y escritora mexicana.
- 9 de septiembre: Hana Andronikova, escritora checa.
- 9 de septiembre: Chris Caffery, guitarrista y cantante estadounidense.
- 9 de septiembre: Louis C.K., comediante, actor, escritor y cineasta estadounidense.
- 9 de septiembre: Cecilia Pando, activista argentina de ultraderecha.
- 9 de septiembre: Jason Statham, actor británico.
- 11 de septiembre: Harry Connick, Jr., cantante y actor estadounidense.
- 12 de septiembre: Beto Cuevas, cantautor chileno, de la banda La Ley.
- 13 de septiembre: Herbin Hoyos, periodista y activista colombiano (f. 2021).
- 15 de septiembre: Majid Musisi, futbolista ugandés (f. 2005).
- 17 de septiembre: María Fernanda García, actriz mexicana.

- 18 de septiembre: Gary Anderson, ciclista neozelandés en la modalidad de pista.
- 19 de septiembre: Lila Downs, cantante, compositora, productora, actriz y antropóloga mexicana.
- 19 de septiembre: Raquel Padilla Ramos, antropóloga, escritora, historiadora, profesora, conferencista mexicana y activista de los derechos étnicos del noroeste de México.
- 21 de septiembre: Faith Hill, cantautora estadounidense.
- 21 de septiembre: Suman Pokhrel, poeta, traductor y artista nepalí.
- 22 de septiembre: Félix Savón, boxeador cubano.
- 23 de septiembre: David Adger, lingüista británico.
- 24 de septiembre: Ani Álvarez Calderón Carriquiry, diseñadora peruana.
- 25 de septiembre: Daniel Sarcos, presentador de televisión, actor, monologuista y cantante venezolano.
- 26 de septiembre: Shannon Hoon, cantante estadounidense, de la banda Blind Melon (f. 1995).
- 27 de septiembre: Elena Odriozola, ilustradora española.
- 28 de septiembre: Mira Sorvino, actriz estadounidense.
- 29 de septiembre: Brett Anderson, cantautor británico-inglés, cantante de la banda de rock Suede.
- 29 de septiembre: Miki Nadal, cómico y actor español.
- 29 de septiembre: Daniel Sarcos, presentador de televisión venezolano.

### Octubre
- 2 de octubre: Frankie Fredericks, atleta namibio.
- 2 de octubre: Thomas Muster, tenista austriaco.
- 3 de octubre: Maru Dueñas, actriz, directora y productora teatral (f. 2017).
- 4 de octubre: Liev Schreiber, actor estadounidense.
- 4 de octubre: Fabio Zavarse, militar venezolano.
- 5 de octubre: Guy Pearce, actor británico.
- 6 de octubre: Bruno Bichir, actor mexicano.
- 7 de octubre: María Corina Machado, política e ingeniera venezolana.
- 7 de octubre: Toni Braxton, cantante estadounidense.
- 9 de octubre: Eddie Guerrero, luchador Mexicano (f. 2005).
- 10 de octubre: Jonathan Littell, escritor franco-estadounidense.
- 10 de octubre: Gavin Newsom, gobernador de California.
- 11 de octubre: Tazz, luchador y comentarista estadounidense.
- 13 de octubre: Trevor Hoffman, beisbolista estadounidense.
- 14 de octubre: Ivaylo Andonov, futbolista búlgaro.
- 15 de octubre: Carlos García, beisbolista venezolano.
- 17 de octubre: René Dif, cantante, músico y actor danés, integrante de la banda Aqua.
- 18 de octubre: Barbara Tissier, actriz de cine, actriz de doblaje, y locutora.

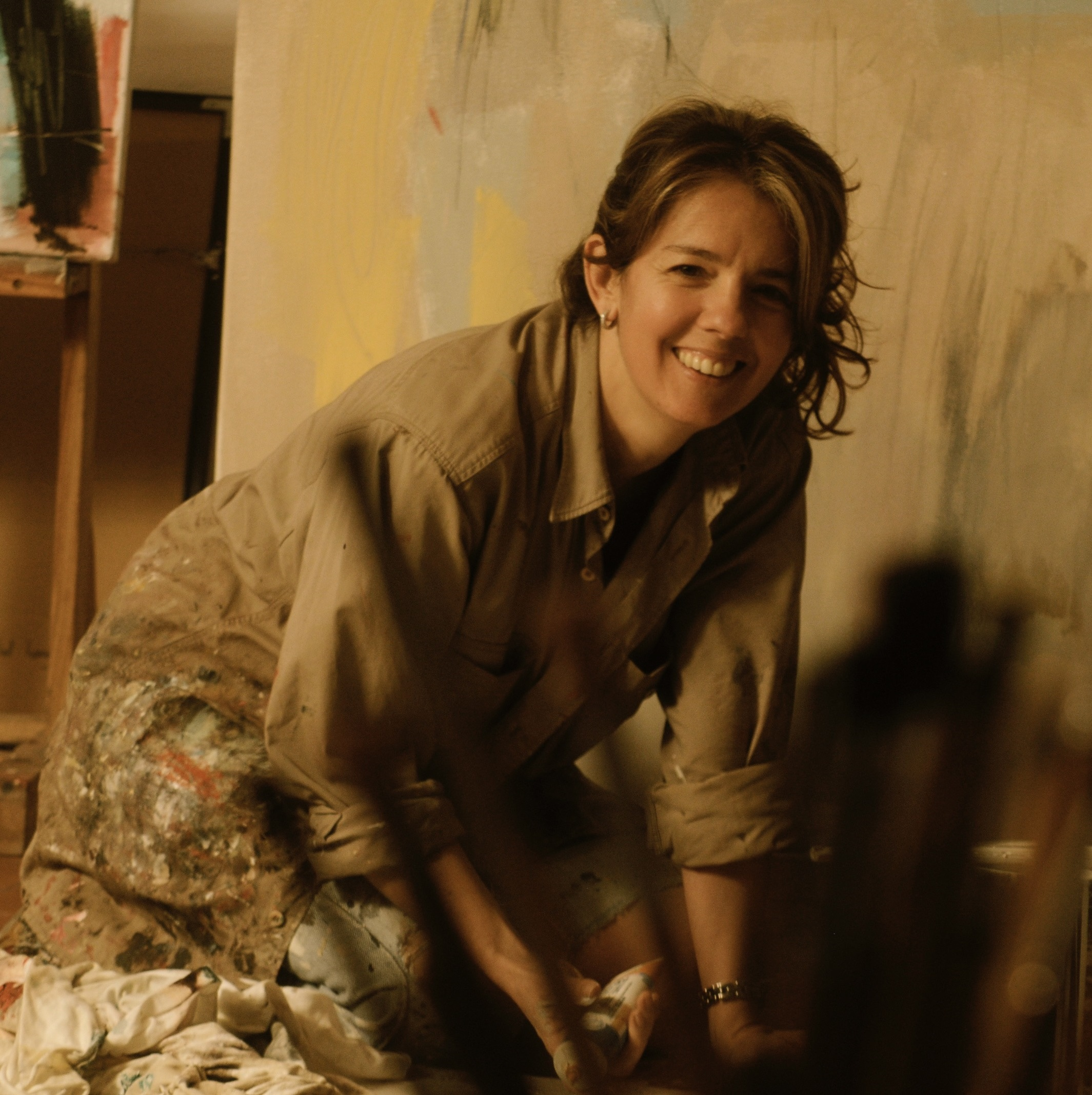
Rebeca Mendoza

- 20 de octubre: Monica Ali, escritora y novelista bangladesí.
- 20 de octubre: Quique Andreu, jugador de baloncesto español.
- 24 de octubre: Jacqueline McKenzie, actriz australiana.
- 24 de octubre: Rebeca Mendoza, artista plástica argentina.
- 26 de octubre: Keith Urban, cantante neozelandés de música country.
- 27 de octubre: Édgar Silva, periodista, presentador y empresario costarricense.
- 27 de octubre: Scott Weiland, músico estadounidense.

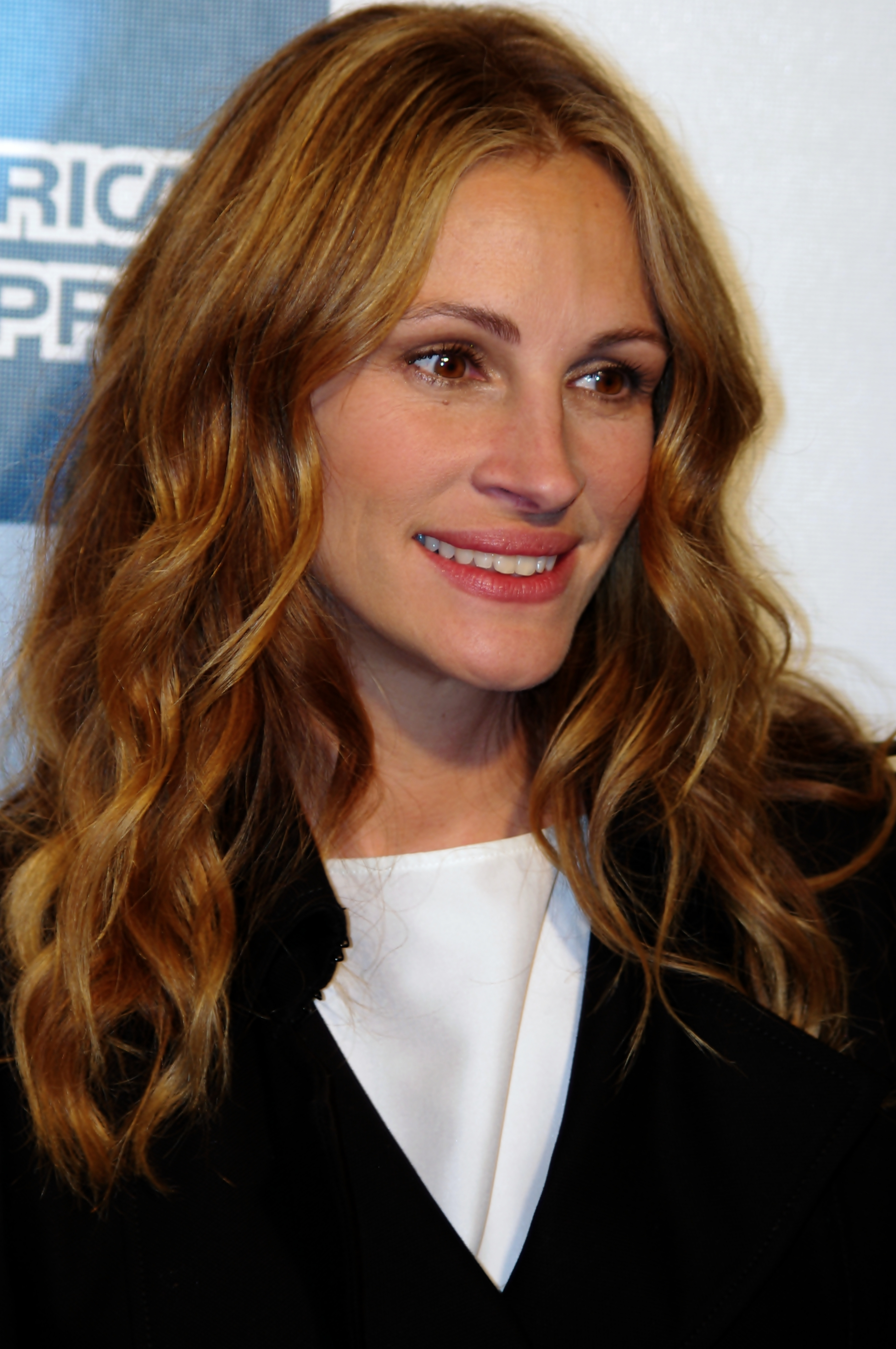
Julia Roberts

- 28 de octubre: Sofía de Liechtenstein, princesa heredera.
- 28 de octubre: Julia Roberts, actriz estadounidense.
- 29 de octubre: Rufus Sewell, actor británico.
- 30 de octubre: Gavin Rossdale, músico británico.
- 31 de octubre: Vanilla Ice, cantante de rap, bailarín y actor estadounidense.

### Noviembre

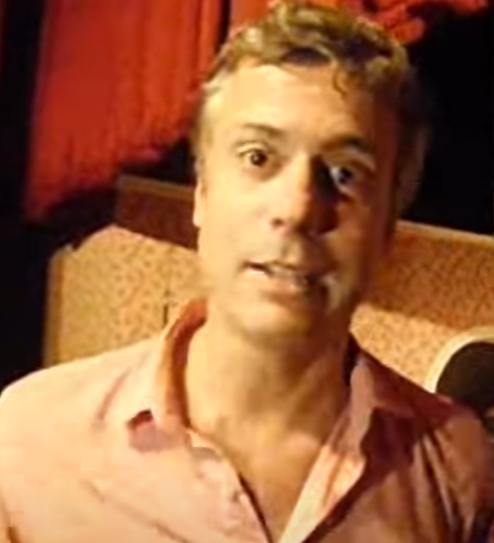
Diego Bertie

- 2 de noviembre: Diego Bertie, actor peruano (f. 2022).
- 2 de noviembre: Jimmy Zambrano, músico colombiano de vallenato.
- 3 de noviembre: Steven Wilson, músico británico.
- 5 de noviembre: Judy Reyes, actriz estadounidense.
- 6 de noviembre: Fujiko Takimoto, actriz de voz japonesa.
- 7 de noviembre: David Guetta, DJ francés.
- 7 de noviembre: Adriana Cristina Serquis, física argentina.
- 7 de noviembre: Sharleen Spiteri, cantautora escocesa, de la banda Texas.

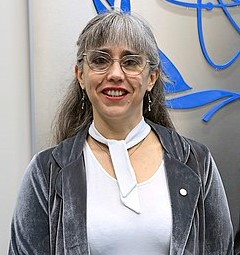
Adriana Cristina Serquis

- 8 de noviembre: José Luis Caminero, futbolista español.
- 8 de noviembre: Courtney Thorne-Smith, actriz estadounidense.
- 10 de noviembre: Ishtar, cantante pop israelí en idiomas árabe, hebreo, búlgaro, francés, español e inglés.
- 11 de noviembre: Nathalie Seseña, actriz española.
- 12 de noviembre: Carlos Alberto Baena, abogado y político colombiano.
- 13 de noviembre: Zoilamérica Ortega Murillo, política y activista LGTBI en Costa Rica, nicaragüense.
- 13 de noviembre: Steve Zahn, actor estadounidense.
- 14 de noviembre: Marta Sanz, escritora española.
- 14 de noviembre: Patricia Pereyra, actriz y directora de teatro peruana.
- 15 de noviembre: François Ozon, cineasta y guionista francés.
- 16 de noviembre: Lisa Bonet, actriz estadounidense.
- 17 de noviembre: Natalia Toledo Paz, poeta bilingüe, escritora en zapoteco y en español y diseñadora de ropa y joyería mexicana.
- 19 de noviembre: Sandra Achums, ersonalidad de televisión, filántropa y actriz nigeriana.
- 21 de noviembre: Poli Díaz, boxeador español.
- 22 de noviembre: Boris Becker, tenista alemán.
- 22 de noviembre: Mark Ruffalo, actor y director de cine estadounidense.
- 23 de noviembre: Laura Albarellos, abogada especialista en bioética y derecho genómico, escritora y catedrática mexicana de origen argentino.
- 25 de noviembre: Niurka Marcos, vedette y actriz cubana.
- 28 de noviembre: Chemo del Solar, futbolista peruano.
- 28 de noviembre: Anna Nicole Smith, modelo y actriz estadounidense (f. 2007).
- 28 de noviembre: Verónica Merchant, actriz mexicana.
- 29 de noviembre: John Bradshaw Layfield, luchador estadounidense.

### Diciembre

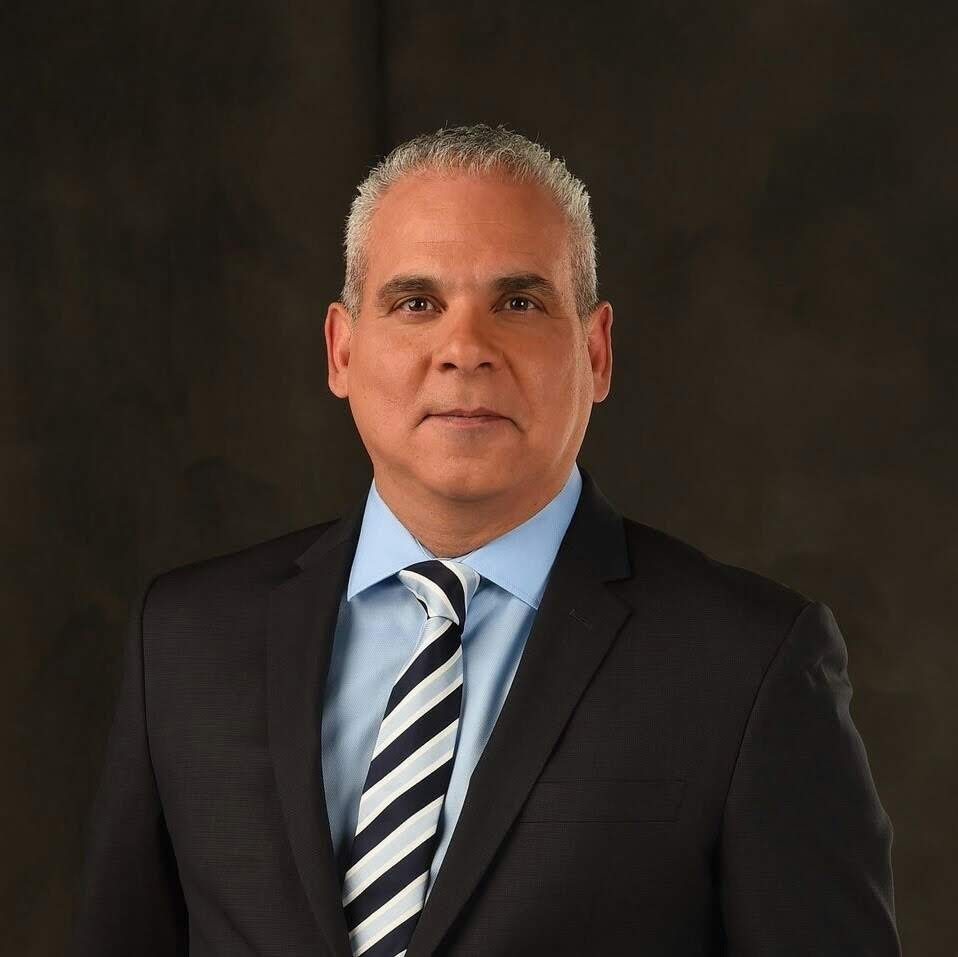
Ernesto Jerez

- 4 de diciembre: Guillermo Amor, futbolista y entrenador de fútbol español.
- 5 de diciembre: Gary Allan, cantante de música country estadounidense.
- 7 de diciembre: Arcelia Ramírez, actriz mexicana de cine y teatro y televisión.
- 8 de diciembre: 
  - Kotono Mitsuishi, actriz japonesa de doblaje.
  - Niver Arboleda, futbolista colombiano (f. 2011).
- 9 de diciembre: 
  - Joshua Bell, violinista estadounidense.
  - Ernesto Jerez, locutor y comentarista deportivo dominicano.
- 11 de diciembre: DJ Yella, DJ, rapero, productor y director de cine estadounidense.

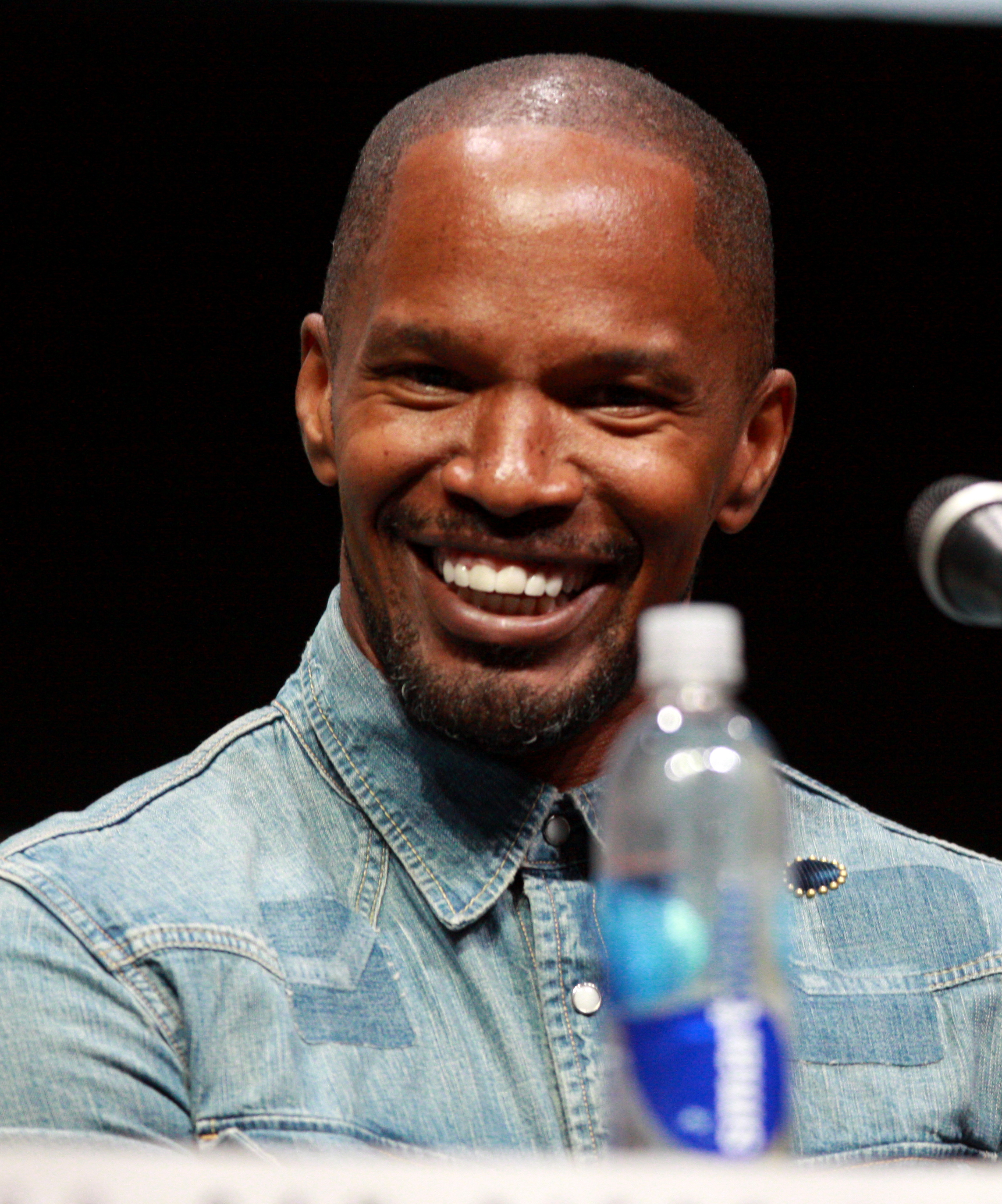
Jamie Foxx

- 13 de diciembre: Jamie Foxx, cantante, productor, actor y comediante estadounidense.
- 13 de noviembre: Mónica Sarmiento, pintora, escultora y dibujante ecuatoriana.
- 15 de diciembre: Mo Vaughn, beisbolista estadounidense.

- 16 de diciembre: 

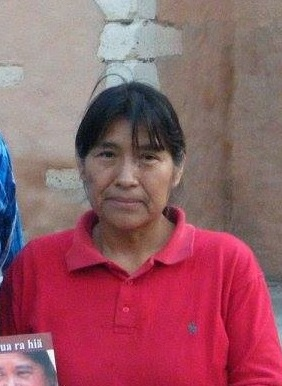
Adela Calva Reyes

  - Donovan Bailey, atleta canadiense.
  - Miranda Otto, actriz australiana.
  - Adela Calva Reyes, escritora y ensayista mexicana en las lenguas otomí y española (f. 2018).
- 17 de diciembre: Gigi D'Agostino, músico y disc jockey italiano.
- 19 de diciembre: Criss Angel, mago estadounidense.
- 20 de diciembre: Beatriz Méndez Leclere, mezzosoprano boliviana.
- 21 de diciembre: Mijeíl Saakashvili, expresidente georgiano.
- 22 de diciembre: Juan Manuel Bernal, actor mexicano.
- 22 de noviembre: Dan Petrescu, futbolista rumano.
- 23 de diciembre: Carla Bruni, cantante italiana y ex primera dama francesa.
- 25 de diciembre: Amaro Gómez-Pablos, periodista y presentador de noticias español, radicado en Chile.
- 26 de diciembre: Tomma Abts, pintora alemana.
- 27 de diciembre: William Amaral, futbolista brasileño.
- 28 de diciembre: Chris Ware, historietista estadounidense.
- 28 de noviembre: Raphael Jiménez, director de orquesta y músico venezolano.
- 30 de diciembre: Débora Pérez Volpin, periodista argentina (f. 2018).

### Fecha desconocida
- Javier Abril Espinoza, escritor y dramaturgo hondureño.
- Luz Marina Anselmi, cantautora venezolana.
- María Augusta Hermida, arquitecta ecuatoriana.
- Carlos García Miranda, escritor peruano perteneciente a la generación de los noventa (f. 2012).
- César Indiano, escritor, novelista, dramaturgo, teatrero, articulista y comentarista televisivo hondureño.
- Bárbara Saavedra, bióloga y ambientóloga chilena.
- Piraí Vaca, concertista de guitarra boliviano.
- Verónica Vallejos, bióloga marina e investigadora chilena.
- José "Topo" Armetta (José Luis Armetta) cantante, bajista y vocalista argentino.

## Fallecimientos

### Enero
- 3 de enero: Mary Garden, cantante escocés (n. 1874).
- 3 de enero: Jack Ruby, asesino de Lee Harvey Oswald (posible asesino de John F. Kennedy) (n. 1911).
- 7 de enero: Carl Schuricht, director de orquesta alemán (n. 1880).
- 12 de enero: Hilda Guerrero de Molina, militante argentina del Sindicato de Trabajadores de la Industria del Azúcar (n. ¿?).
- 14 de enero: Miklós Kállay, político húngaro (n. 1887).
- 20 de enero: Giacomo Debenedetti, escritor italiano (n. 1901).
- 21 de enero: Ann Sheridan, actriz estadounidense (n. 1915).
- 24 de enero: Oliverio Girondo, poeta argentino (n. 1891).
- 27 de enero: Roger Chaffee, astronauta estadounidense (n. 1935), en el incendio de la nave espacial Apolo 1.
- 27 de enero: Virgil I. Grissom, astronauta estadounidense (n. 1926), en el incendio de la nave espacial Apolo 1.
- 27 de enero: Ed White, astronauta estadounidense (n. 1930), en el incendio de la nave espacial Apolo 1.
- 27 de enero: Alphonse Juin, general francés (n. 1888).
- 27 de enero: Luigi Tenco, cantautor y poeta italiano (n. 1938).
- 30 de enero: Eddie Tolan, atleta estadounidense (n. 1908).
- 31 de enero: Oskar Fischinger, animador, pintor y realizador de cine alemán (n. 1900).

### Febrero
- 2 de febrero: Puyi, último emperador de la dinastía chino-manchú de los Qing (n. 1906).
- 5 de febrero: Violeta Parra, música y cantante chilena (n. 1917).
- 16 de febrero: Józef Hofmann, pianista polaco (n. 1876).
- 17 de febrero: Ciro Alegría, escritor y periodista peruano (n. 1909).
- 18 de febrero: Robert Oppenheimer, físico estadounidense y el director científico del proyecto Manhattan, padre de la bomba atómica (n. 1904).
- 23 de febrero: Pepe Arias, actor cómico argentino (n. 1900).
- 24 de febrero: Franz Waxman, compositor alemán (n. 1906).
- 26 de febrero: Benjamín Coronado Córdova, guerrillero boliviano del Ejército de Liberación Nacional (n. 1941). Se ahogó en el río Grande, en Bolivia.

### Marzo
- 2 de marzo: Azorín (José Martínez Ruiz), escritor español (n. 1873).
- 5 de marzo: Mohammad Mosaddeq, primer ministro iraní (n. 1882).
- 6 de marzo: Zoltán Kodály, compositor húngaro (n. 1882).
- 7 de marzo: Alice B. Toklas, amante y confidente de Gertrude Stein (n. 1877).
- 11 de marzo: Geraldine Farrar, soprano y actriz estadounidense (n. 1882).
- 11 de marzo: Walter A. Shewhart, físico e ingeniero estadounidense, conocido como el padre del control estadístico de la calidad (n. 1891).
- 23 de marzo: Pete Johnson, pianista y compositor estadounidense (n. 1904).
- 27 de marzo: Jaroslav Heyrovský, químico checo, premio nobel de química (n. 1890).
- 30 de marzo: Jean Toomer, escritor estadounidense (n. 1894).
- 31 de marzo: Rodion Malinovsky, comandante militar soviético (n. 1898).

### Abril
- 2 de abril: María de San José Alvarado, religiosa venezolana (n. 1875).
- 5 de abril: Mischa Elman, violinista de origen ucraniano (n. 1891).
- 5 de abril: Hermann Joseph Muller, biólogo y genetista estadounidense, premio nobel de medicina en 1946 (n. 1890).
- 9 de abril: Charles d'Alleizette, militar y botánico francés (n. 1884).
- 10 de abril: Jesús Suárez Gayol (30), combatiente internacionalista cubano, en Bolivia (n. 1936).
- 13 de abril: Luis Somoza Debayle, presidente en funciones, y después dictador y presidente de Nicaragua (n. 1922).
- 15 de abril: Totò (Antonio de Curtis, 69), actor, letrista, comediógrafo, poeta y comediante italiano (n. 1898).
- 19 de abril: Konrad Adenauer, canciller alemán (n. 1876).
- 20 de abril: Santiago Antúnez de Mayolo, ingeniero, físico y matemático peruano (n. 1887).
- 21 de abril: André-Louis Danjon, astrónomo francés (n. 1890).
- 23 de abril: Edgar Neville, escritor, autor de teatro, cineasta y pintor español (n. 1899).
- 24 de abril: Vladímir Mijáilovich Komarov, cosmonauta soviético (n. 1927).
- 25 de abril: Capitán San Luis (Eliseo Reyes), combatiente internacionalista de la guerrilla del Che.
- 27 de abril: Manolo Morán, actor español (n. 1905).
- 29 de abril: J. B. Lenoir, cantante y guitarrista estadounidense de blues (n. 1929).
- 29 de abril: Anthony Mann, cineasta y actor estadounidense (n. 1906).

### Mayo
- 2 de mayo: Robert Daniel Carmichael, matemático estadounidense (n. 1879).
- 2 de mayo: César Dávila Andrade, poeta ecuatoriano (n. 1918).
- 5 de mayo: Ángel María Arregui, futbolista español considerado el mejor jugador del Real Jaén de todos los tiempos (n. 1926).
- 10 de mayo: Lorenzo Bandini, piloto italiano de Fórmula 1 (n. 1935).
- 14 de mayo: Osvaldo Moles, locutor de radio y periodista brasileño (n. 1913).
- 15 de mayo: Edward Hopper, pintor estadounidense (n. 1882).
- 18 de mayo: Andy Clyde, actor británico-escocés (n. 1892).
- 19 de mayo: Carlos Jiménez Díaz, médico español (n. 1898).
- 22 de mayo: Langston Hughes, poeta, novelista y columnista afrodescendiente (n. 1902).
- 22 de mayo: Genaro V. Vásquez, jurista mexicano (n. 1892).
- 24 de mayo: Cino Del Duca, empresario editorial, presidente honorario de la sociedad deportiva Ascoli Calcio (n. 1899).
- 26 de mayo: Georg Wilhelm Pabst, cineasta austriaco (n. 1885).
- 27 de mayo: Johannes Itten, pintor, diseñador, profesor y escritor suizo (n. 1888).
- 30 de mayo: Claude Rains, actor británico (n. 1889).

### Junio
- 2 de junio: Rodolfo Corominas Segura, político uruguayo, gobernador de Mendoza (n. 1891).
- 3 de junio: Arthur Ransome, periodista y escritor británico (n. 1884).
- 4 de junio: J. R. Ackerley, escritor británico abiertamente gay (n. 1896).
- 7 de junio: Dorothy Parker, poeta y escritora estadounidense (n. 1893).
- 10 de junio: Spencer Tracy, actor estadounidense (n. 1900).
- 11 de junio: Wolfgang Köhler, uno de los principales teóricos de la Gestalt (n. 1887).
- 17 de junio: Ernesto Montenegro, escritor y periodista chileno (n. 1885).
- 23 de junio: Walter Blumenfeld, psicólogo alemán radicado en el Perú, introductor de la psicología en este país (n. 1882).
- 26 de junio: Lorenzo Milani, sacerdote y educador italiano (n. 1923).
- 29 de junio: Primo Carnera, boxeador italiano, campeón mundial de los pesos pesados (n. 1906).
- 29 de junio: Jayne Mansfield, actriz estadounidense (n. 1933).

### Julio
- 8 de julio: Vivien Leigh, actriz británica (n. 1913).
- 10 de julio: Serapio Aquino (15), guerrillero boliviano y aimará que integró la guerrilla de Ñancahuazú comandada por el Che Guevara (n. 1951); asesinado por el ejército mientras estaba desarmado y rengueando por una herida.
- 10 de julio: Miguel Ángel Carbonell, historiador, biógrafo, orador y diplomático cubano (n. 1884).
- 10 de julio: Albertine Sarrazín, escritora francesa (n. 1937).
- 11 de julio: Vladimiro Acosta, arquitecto argentino (n. 1900).
- 13 de julio: Tom Simpson, ciclista británico (n. 1937).
- 14 de julio, Tudor Arghezi, poeta y novelista rumano (n. 1880).
- 16 de julio: Edward Hastings Chamberlin, economista estadounidense, profesor en la universidad Harvard (n. 1899).
- 17 de julio: John Coltrane, saxofonista (tenor y soprano) y compositor estadounidense de jazz (n. 1926).
- 18 de julio: Humberto de Alencar Castelo Branco, expresidente de Brasil; en un accidente de aviación (n. 1897).
- 21 de julio: Jimmie Foxx, beisbolista estadounidense (n. 1907).
- 21 de julio: Albert Lutuli, político negro sudafricano, premio nobel de la paz (n. 1898).
- 21 de julio: Basil Rathbone, actor estadounidense (n. 1892).
- 22 de julio: Carl Sandburg, poeta, novelista e historiador estadounidense (n. 1878).
- 26 de julio: Ignacio Corsini, cantor argentino de tangos (n. 1891).
- 30 de julio: Valentín Uriona, ciclista español (n. 1940).

### Agosto
- 1 de agosto: Orlando Cochia, autor teatral y radial argentino (n. 1915).
- 1 de agosto: Richard Kuhn, químico alemán, premio nobel de química en 1938 (n. 1900).
- 4 de agosto: Jorge Debravo, poeta costarricense (n. 1938).
- 9 de agosto: Pedro Garfias, poeta español de la vanguardia perteneciente a la Generación del 27 (n. 1901).
- 9 de agosto: Joe Orton, dramaturgo británico, asesinado (n. 1933).
- 12 de agosto: Esther Forbes, escritora estadounidense (n. 1891).
- 13 de agosto: Jane Darwell, actriz estadounidense de cine y teatro (n. 1879).
- 14 de agosto: Bob Anderson, piloto británico de automovilismo (n. 1931).
- 15 de agosto: Luis Antonio Eguiguren, educador, magistrado, historiador y político peruano (n. 1887).
- 15 de agosto: René Magritte, pintor surrealista belga (n. 1898).
- 15 de agosto: Manuel Prado y Ugarteche, presidente del Perú entre 1939 y 1945 y entre 1956 y 1962).
- 16 de agosto: John Courtney Murray, teólogo y jesuita estadounidense (n. 1904).
- 19 de agosto: Hugo Gernsback, escritor luxemburgués de ciencia ficción (n. 1884).
- 23 de agosto: Georges Berger, piloto de automovilismo belga (n. 1918).
- 25 de agosto: Oscar Cabalén, piloto de automovilismo argentino (n. 1924).
- 27 de agosto: Henri-Georges Adam, pintor y escultor francés (n. 1904).
- 27 de agosto: Brian Epstein, empresario británico, mánager de la banda The Beatles (n. 1934).
- 27 de agosto: Silvio Mayorga, guerrillero nicaragüense (n. 1934).
- 27 de agosto: Pablo Úbeda (Rigoberto Cruz), maestro y guerrillero nicaragüense; asesinado en Nicaragua (n. años 1930).
- 31 de agosto: Juan Vitalio Acuña Núñez, campesino y guerrillero cubano; asesinado en Bolivia (n. 1925).
- 31 de agosto: Tania Bunke, guerrillera y folclorista argentina; asesinada en Bolivia (n. 1937).
- 31 de agosto: Iliá Erenburg, escritor y periodista soviético de familia judía (n. 1891).

### Septiembre
- 3 de septiembre: José Albertazzi Avendaño, periodista, poeta y político costarricense (n. 1892).
- 3 de septiembre: James Dunn, actor estadounidense (n. 1905).
- 3 de septiembre: Francis Ouimet, golfista estadounidense (n. 1893).
- 6 de septiembre: Lester Barlow, inventor de explosivos y piloto estadounidense, que participó en la Revolución mexicana (n. 1886).
- 6 de septiembre: William Francis Gibbs, ingeniero naval y abogado estadounidense (n. 1886).
- 12 de septiembre: Vladimir Bartol escritor esloveno (n. 1903).
- 13 de septiembre: Emilio Herrera Linares, militar, científico y político español (n. 1879).
- 13 de septiembre: Sidney De Paris, trompetista estadounidense de jazz (n. 1905).
- 18 de septiembre: Uxío Carré Alvarellos, escritor español en lengua gallega (n. 1885).
- 18 de septiembre: John Cockcroft, físico británico, premio nobel de física (n. 1897).
- 24 de septiembre: Robert Hans van Gulik, orientalista, diplomático, escritor y músico de guqin (n. 1910).
- 25 de septiembre: Eduardo Aunós, político catalán (n. 1894).
- 25 de septiembre: Stanisław Sosabowski, militar polaco (n. 1892).
- 27 de septiembre: Tótila Albert-Schneider, escultor chileno (n. 1892).
- 27 de septiembre: Félix Yusúpov, noble ruso, célebre por su participación en el asesinato de Rasputín (n. 1887).
- 28 de septiembre: Roberto Themis Speroni, novelista y poeta argentino (n. 1922).
- 28 de septiembre: Cherry Navarro, cantante venezolano (n. 1944).

### Octubre
- 3 de octubre: Woody Guthrie, músico folk estadounidense (n. 1912).
- 3 de octubre: Malcolm Sargent, director de orquesta y músico británico (n. 1895).
- 7 de octubre: Norman Angell, escritor y político británico, premio nobel de la paz en 1933 (n. 1872).
- 7 de octubre: Quintín Lame, mohán y líder colombiano (n. 1880).
- 8 de octubre: Clement Attlee, primer ministro británico (n. 1883).
- 9 de octubre: Ernesto Che Guevara, médico, político y guerrillero argentino-cubano, asesinado desarmado (n. 1928).
- 9 de octubre: Juan Pablo Chang Navarro, guerrillero peruano de la guerrilla del Che Guevara (n. 1930).
- 9 de octubre: Cyril Norman Hinshelwood, químico británico, premio nobel de química en 1956 (n. 1897).
- 9 de octubre: André Maurois (82), novelista y ensayista francés (n. 1885).
- 11 de octubre: Simo Puupponen, escritor finlandés (n. 1915).
- 14 de octubre: Marcel Aymé, escritor francés (n. 1902).
- 15 de octubre: Florence Beaumont (55), pacifista y artista estadounidense (n. 1912); una de los nueve artistas que se autoinmolaron en protesta por la guerra de Vietnam.
- 16 de octubre: Jorge Larco, pintor, acuarelista y escenógrafo argentino (n. 1897).
- 17 de octubre: Puyi, emperador chino entre 1908 y 1912 (n. 1906).
- 18 de octubre: Luis López de Mesa, científico y humanista colombiano (n. 1884).
- 19 de octubre: Ángel María Garibay, sacerdote católico, filólogo e historiador mexicano (n. 1892).
- 21 de octubre: Ejnar Hertzsprung, astrónomo danés (n. 1873).
- 27 de octubre: Marta Brunet, escritora chilena (n. 1897).
- 31 de octubre: Chicuelo (Manuel Jiménez Moreno), torero español (n. 1902).
- Octubre: Joseph Hubertus Pilates, creador del método Pilates (n. 1883).

### Noviembre
- 3 de noviembre: Alexander Aitken, matemático neozelandés (n. 1895).
- 3 de noviembre: Léon M'ba, presidente gabonés (n. 1902).
- 9 de noviembre: Charles Bickford, actor estadounidense (n. 1891).
- 12 de noviembre: Alberto Hidalgo, poeta peruano (n. 1897).
- 13 de noviembre: Harriet Cohen, pianista británica (n. 1895).
- 25 de noviembre: Ossip Zadkine, escultor, pintor y litógrafo ruso (n. 1890).
- 28 de noviembre: Héctor Panizza, compositor argentino de tangos (n. 1875).
- 29 de noviembre: Antonio Castillo Lastrucci, escultor español (n. 1883).

### Diciembre
- 4 de diciembre: Bert Lahr, actor cómico estadounidense (n. 1895).
- 6 de diciembre: Óscar Diego Gestido, militar, político y presidente uruguayo (n. 1901).
- 12 de diciembre: Dionís Bennàssar, pintor mallorquí (n. 1904).
- 16 de diciembre: Otis Redding, cantante estadounidense, en un accidente de aviación (n. 1941).
- 20 de diciembre: Arturo Capdevila, poeta, dramaturgo, abogado, e historiador argentino (n. 1889).
- 29 de diciembre: Émile Servan-Schreiber, periodista francés (n. 1888).
- 29 de diciembre: Pops Whiteman, director de orquesta y músico estadounidense de jazz (n. 1890).

### Fechas desconocidas
- Johnny Abbes, militar dominicano (n. 1924).
- Eduardo Acevedo Álvarez, abogado y político uruguayo (n. 1893).
- John F. Akers, botánico estadounidense (n. 1906).
- Ángel María Arregui, futbolista español (n. 1926).
- Constantino Cabal, escritor y periodista español (n. 1877).
- James O. Crosby, hispanista estadounidense (n. 1924).
- César Dávila Andrade, poeta ecuatoriano (n. 1918).
- Francisco Forteza, político uruguayo, perteneciente al Partido Colorado (n. 1892).
- Pierre Fouché, lingüista y filólogo francés de Rosellón (n. 1891).
- John N. Garner, vicepresidente estadounidense (n. 1868).
- Eduardo Juliá Martínez, filólogo español, especializado en teatro clásico inglés y español (n. 1887).
- Delos W. Lovelace, escritor estadounidense (n. 1894).
- Carlos Emilio Nazarí, productor y cineasta andaluz (n. 1902).
- Josep Obiols i Palau, pintor, dibujante y cartelista catalán (n. 1894).
- Juan Perea Capulino, militar español que participó en la guerra civil española en el bando republicano (n. 1890).

## Arte y literatura

### Literatura
- 5 de junio: Gabriel García Márquez publica Cien años de soledad.
- Mijaíl Bulgákov: El maestro y Margarita (publicada póstumamente).
- Aleksandr Solzhenitsyn: Pabellón del cáncer.
- Mario Vargas Llosa: Los cachorros.
- Susan Eloise Hinton: Rebeldes.
- Agatha Christie: Noche eterna.
- Milan Kundera: La broma.
- Naguib Mahfuz: Miramar.
- Kenzaburō Ōe: El grito silencioso.
- Roger Zelazny: El señor de la luz.

### Pintura
- Francis Bacon: Portrait of Isabel Rawsthorne Standing in a Street in Soho.
- Francis Bacon: Portrait of George Dyer and Lucian Freud.
- Salvador Dalí: La Pesca del Atún.
- David Hockney: A Bigger Splash.
- Barnett Newman: Voice of fire.
- Norman Rockwell: New Kids in the Neighborhood.
- Norman Rockwell: Russian Schoolroom.
- Andy Warhol: Big Electric Chair.

## Ciencia y tecnología
- Primer trasplante de corazón, en Sudáfrica.
- Sintetización del ADN.

### Astronáutica
- 12 de junio: lanzamiento de la sonda espacial soviética Venera 4 hacia Venus, convirtiéndose en la segunda sonda en entrar en la atmósfera de Venus y en la primera en enviar datos sobre ella.
- 14 de junio: lanzamiento de la sonda estadounidense Mariner 5 con destino a Venus.
- 1 de julio: lanzamiento del satélite estadounidense de estudio geodésico Dodge.

## Deporte

### Atletismo
- Del 5 al 7 de mayo de 1967 se celebra el I Campeonato Centroamericano y del Caribe de Atletismo en la ciudad de Xalapa-Enríquez, México: País campeón en el medallero  Cuba

- Del 15 al 17 de septiembre se celebra la II Copa Europea de Atletismo de Naciones en Kiev

País ganador mujeres:  Unión Soviética.
País ganador hombres:  Unión Soviética.
- Del 7 al 15 de octubre se celebra la 24.ª edición del Campeonato Sudamericano de Atletismo, celebrado en Buenos Aires (Argentina).

País ganador del medallero:  Brasil.

### Baloncesto
- Del 15 al 22 de abril de 1967 se celebra el V Campeonato Mundial de Baloncesto Femenino en Checoslovaquia:

  URSS.
  Corea del Sur.
  Checoslovaquia.
- Del 27 de mayo al 11 de junio de 1967 se celebra el V Campeonato Mundial de Baloncesto Masculino en Uruguay:

  URSS.
  Yugoslavia.
  Brasil.

### Balonmano
- Del 12 al 21 de enero de 1967 se celebra el VI Campeonato Mundial de Balonmano Masculino en Suecia:

 . Checoslovaquia
  Dinamarca.
  Rumanía.

### Fórmula 1
- Denny Hulme se consagra campeón del mundo de Fórmula 1.

### Fútbol
- Estudiantes de La Plata, de Argentina, gana el Campeonato Metropolitano.
- Independiente, de Argentina, gana el Campeonato Nacional.
- Racing Club, de Argentina, gana la Copa Libertadores y la Copa Intercontinental.
- Celtic, de Escocia, gana la Copa de Europa.
- Alfonso Ugarte de Chiclín, de Perú, gana la Copa Perú
- Uruguay gana el Campeonato Sudamericano.

### Fútbol americano
- Los Green Bay Packers: el 15 de enero, ganaron el primer Super Bowl en la historia ante Kansas City.

### Gimnasia Rítmica
- Los días 18 y 19 de noviembre de 1967 se celebra en Copenhague el III Campeonato Mundial de Gimnasia Rítmica.
- País campeón en el medallero  Unión Soviética

### Golf
- US Open:  Jack Nicklaus.
- Masters de Augusta:  Gay Brewer.
- British Open:  Roberto De Vicenzo.
- Campeonato de la PGA:  Don January.

### Hockey sobre patines
- Del 20 al 28 de mayo se celebra el XXVIII Campeonato europeo de hockey sobre patines masculino.

  Portugal
  España
  Países Bajos
- Se celebra el VI Campeonato Sudamericano de Hockey sobre Patines masculino.

  Argentina
  Brasil
  Chile

### Juegos Mediterráneos
- Del 8 al 17 de septiembre se celebran los V Juegos Mediterráneos en la capital de Túnez en los que por primera vez participan las mujeres: País campeón en el medallero  Italia.

### Juegos Panamericanos
- Del 23 de julio al 6 de agosto se celebran los V Juegos Panamericanos en Winnipeg, Canadá.
- País campeón en el medallero  Estados Unidos.

### Juegos Universitarios
- Celebración de la V universiada en Tokio, Japón.
- País campeón en el medallero  Estados Unidos.

### Tenis
- 56ª edición de la Copa Davis.  Estados Unidos se proclama campeón en la final ante  España por 4-1.

- 5ª edición de la Copa Federación.  Reino Unido se proclama campeón en la final ante  Estados Unidos por 3-0.

- Abierto de Australia: Ganadora individual: Nancy Richey
- Ganador individual: Roy Emerson

- Abierto de Estados Unidos: Ganadora individual: Billie Jean King
- Ganador individual: John Newcombe

- Campeonato de Wimbledon: Ganadora individual: Billie Jean King
- Ganador individual: John Newcombe

- Torneo de Roland Garros: Ganadora individual: Françoise Durr
- Ganador individual: Roy Emerson

### Voleibol
- Del 25 al 29 de enero se celebra el V Campeonato Mundial de Voleibol Femenino en Japón.

  Japón
  Estados Unidos
  Corea del Sur
- Del 26 de octubre al 8 de noviembre se celebra el VII Campeonato Europeo de Voleibol Femenino y Masculino en Turquía:

| Sede      | Oro  | Plata          | Bronce         |
| --------- | ---- | -------------- | -------------- |
| Femenino  | URSS | Polonia        | Checoslovaquia |
| Masculino | URSS | Checoslovaquia | Polonia        |

- Se celebra el VII Campeonato Sudamericano de Voleibol Femenino y Masculino en la ciudad de Santos, Brasil.

| Sede      | Oro    | Plata     | Bronce   |
| --------- | ------ | --------- | -------- |
| Femenino  | Perú   | Brasil    | Paraguay |
| Masculino | Brasil | Venezuela | Chile    |

## Música

### Noticias
- Se funda la banda británica Genesis.
- Se funda la banda alemana Tangerine Dream en Berlín-Occidental.
- Se funda la banda británica Jethro Tull
- Se funda la banda británica Fleetwood Mac.
- Se funda la banda canadiense Steppenwolf.
- Se funda la banda estadounidense The Stooges.
- Se funda la banda estadounidense Gong.
- Se funda la banda británica Status Quo, tras una serie de cambios de nombre.
- Se funda la banda británica T. Rex.

### Discografía
- Albert King: Born under a bad sign.
- Aretha Franklin: I never loved a man the way I love you.
- Bee Gees: Bee Gees' 1st
- Bob Dylan: John Wesley Harding.
- Buffalo Springfield: Buffalo Springfield again.
- Cream: Disraeli Gears.
- David Bowie: David Bowie.
- Donovan: Mellow Yellow
- Elvis Presley: How Great Thou Art.
- Frank Sinatra: "Francis Albert Sinatra & Antonio Carlos Jobim". «Álbum publicado en marzo por el sello discográfico Reprise Records». "The World We Knew". «Álbum publicado en agosto por el sello discográfico Reprise Records».
- Jefferson Airplane: Surrealistic pillow.
- Jimi Hendrix: Are you experienced?
- Los Gatos: La Balsa.
- Love: Forever changes.
- Otis Redding: Live in Europe.
- Pink Floyd: The Piper at the Gates of Dawn.
- Raphael: Banda sonora original de la película Digan lo que digan.
- The Beach Boys: se cancela el proyecto SMiLE; la banda publica un álbum reciclando Smiley Smile, y produce Wild Honey
- The Beatles: Sgt. Pepper's Lonely Hearts Club Band y Magical Mystery Tour.
- The Byrds: Younger than yesterday y Greatest hits.
- The Doors: The Doors (enero) y Strange Days (diciembre)
- The Mothers Of Invention: Absolutely Free.
- The Rolling Stones: Between the Buttons, Flowers, Their Satanic Majesties Request.
- The Who: The Who Sell Out.
- The Yardbirds: Little Games.
- Velvet Underground: The Velvet Underground & Nico.

### Festivales
- El 8 de abril se celebra la XII edición del Festival de la Canción de Eurovisión en la Viena  Austria.
- Ganador/a: la cantante Sandie Shaw con la canción «Puppet on a String» representando a Reino Unido .

## Cine

### Estrenos más relevantes
- A sangre fría, película estadounidense dirigida por Richard Brooks.
- Adivina quién viene esta noche, película estadounidense dirigida por Stanley Kramer.
- Bella de día, película francesa dirigida por Luis Buñuel, con Catherine Deneuve.
- 'Bonnie and Clyde', película estadounidense dirigida por Arthur Penn, con Warren Beatty y Faye Dunaway.
- Doce del patíbulo (The Dirty Dozen), película estadounidense dirigida por Robert Aldrich, Con Lee Marvin, Charles Bronson y John Cassavetes.
- En la selva no hay estrellas, película peruano-argentina dirigida por Armando Robles Godoy.
- El graduado (The Graduate), película estadounidense dirigida por Mike Nichols, con Dustin Hoffman y Anne Bancroft.
- El libro de la selva (The Jungle Book), película estadounidense dirigida por Wolfgang Reitherman.
- El silencio de un hombre, película francesa dirigida por Jean-Pierre Melville.
- Final feliz, película checoslovaca dirigida por Oldřich Lipský.
- La leyenda del indomable (“cool hand luke”), película estadounidense dirigida por Stuart Rosenberg, con Paul Newman.
- La piel quemada, película española dirigida por Josep Maria Forn.
- Largo viaje, película chileno-argentina dirigida por Patricio Kaulen.
- Los caifanes, película mexicana dirigida por Juan Ibáñez.
- Mouchette, película francesa dirigida por Robert Bresson.
- Nubes dispersas, película japonesa dirigida por Mikio Naruse.
- Rebelión, película japonesa dirigida por Masaki Kobayashi
- Sor Citroën, película española dirigida por Pedro Lazaga.
- El padre Manolo, película española dirigida por Ramón Torrado.

### Premios Óscar
La 39.ª edición se celebró el 10 de abril, y se concedieron premios a películas estrenadas en 1966, con el siguiente palmarés:
- Mejor Película: Un hombre para la eternidad dirigida por Fred Zinnemann.
- Mejor Dirección: Fred Zinnemann de la película Un hombre para la eternidad.
- Mejor Actriz protagonista: Elizabeth Taylor por la película ¿Quién teme a Virginia Woolf?.
- Mejor Actor protagonista: Paul Scofield por la película Un hombre para la eternidad.
- Mejor Actriz de reparto: Sandy Dennis por la película ¿Quién teme a Virginia Woolf?.
- Mejor Actor de reparto: Walter Matthau por la película En bandeja de plata.
- Mejor película de habla no inglesa: Un hombre y una mujer película francesa dirigida por Claude Lelouch.

### Festivales de cine
- 20ª edición del Festival Internacional de Cine de Cannes celebrada entre el 27 de abril y el 12 de mayo de 1967.
  - Palma de Oro a la mejor película Blow up de Michelangelo Antonioni.

- 17ª edición del Festival Internacional de Cine de Berlín celebrada del 23 de junio al 4 de julio  de 1967.
  - Oso de Oro a la mejor película La partida (película de 1967) de Jerzy Skolimowski.

- 15ª edición del Festival Internacional de Cine de San Sebastián celebrada del 12 al 21 de junio de 1967.
  - Concha de Oro a la mejor película Dos en la carretera, de Stanley Donen.

- 28ª edición del Mostra de Venecia celebrada del 26 de agosto al 8 de septiembre de 1967.
  - León de Oro a la mejor película Belle de jour de Luis Buñuel.

## Televisión
En este año fue filmado y transmitido por primera vez Señorita Cometa

## Premios Nobel
- Física: Hans Albrecht Bethe.[2]
- Química: Manfred Eigen, Ronald George Wreyford Norrish y George Porter.[2]
- Medicina: Ragnar Granit, Haldan Keffer Hartline y George Wald.[2]
- Literatura: Miguel Ángel Asturias.[2]
- Paz: destinado un tercio al fondo principal y dos tercios al fondo especial de esta sección del premio.[2]